# Anschluss

Le territoire de l'Autriche (en rouge) et le Reich allemand (en rose) au 12 mars 1938.

Vous lisez un « article de qualité » labellisé en 2019.
L'Anschluss /ˈʔanʃlʊs/  ou Anschluß (en traduction littérale : « raccordement », « rattachement ») est, en allemand, l'annexion de l'Autriche par l'Allemagne nazie en mars 1938.
Les événements de 1938 marquent le point culminant des pressions de l'Allemagne et des nazis autrichiens pour unifier les populations allemande et autrichienne au sein d’une même nation. Dans les années précédant l'Anschluss, l'Allemagne nazie a soutenu le parti nazi autrichien dans sa tentative de conquérir le pouvoir et de doter l'Autriche d'un gouvernement nazi. Totalement attaché à l'indépendance de son pays, mais soumis à des pressions grandissantes, le chancelier autrichien Kurt Schuschnigg tente d'organiser un référendum pour demander à la population autrichienne si elle souhaite rester indépendante ou être incorporée à l'Allemagne.
Alors que le chancelier espère un résultat favorable au maintien de l'indépendance de l'Autriche, l'Allemagne nazie exige l'annulation du plébiscite et la démission de Schuschnigg le 11 mars 1938, peu avant le référendum, qui est annulé. Les troupes de la Wehrmacht entrent en Autriche le 12 mars 1938 pour mettre en œuvre l'annexion, sans rencontrer la moindre opposition. Au cours du mois suivant, les nazis organisent un plébiscite, demandant au peuple de ratifier le rattachement de l'Autriche au Reich, qui, de facto, a déjà eu lieu : 99 % des votes sont favorables à l'annexion.

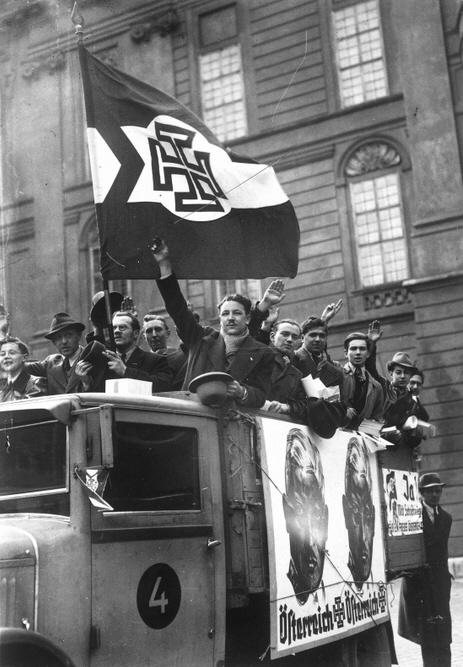
Des partisans du chancelier Kurt Schuschnigg arborant le drapeau du Front patriotique pendant la campagne référendaire des austrofascistes en mars 1938.

Bien que les Alliés de la Première Guerre mondiale soient, en théorie, responsables du respect des termes du traité de Versailles et du traité de Saint-Germain-en-Laye, qui prohibent une union entre l'Allemagne et l'Autriche, l'Anschluss ne suscite que peu de réactions. Les deux principales puissances, la France et le Royaume-Uni, n'émettent que des protestations diplomatiques qui n'ont aucun effet.
L'Anschluss est une des étapes majeures dans la création, voulue depuis longtemps par Adolf Hitler, d'un Reich regroupant les pays et territoires germanophones, création qui avait débuté avec l'incorporation de la Sarre au Reich, à l'issue d'un référendum organisé le 13 janvier 1935. Après l'annexion de l'Autriche, le Troisième Reich s’empare en septembre 1938 du territoire des Sudètes, en Tchécoslovaquie (à la suite des accords de Munich), le reste du pays étant divisé en mars 1939 entre deux protectorats allemands : le protectorat de Bohême-Moravie et la République slovaque. En 1939, l'Allemagne annexe également le territoire de Memel, en Lituanie, ce qui constitue le dernier agrandissement territorial du Troisième Reich sans affrontement, avant le déclenchement de la Seconde Guerre mondiale.

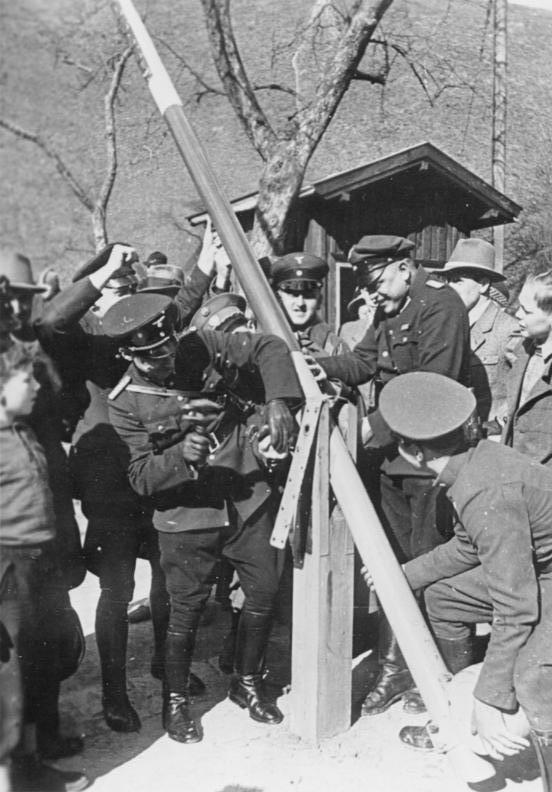
Démantèlement d'un poste frontalier le 15 mars 1938.

L'Anschluss entraîne une profonde « nazification » de la société autrichienne et l'Autriche cesse d'exister en tant qu'État indépendant jusqu'en 1945. Considérée comme « la première victime du nazisme » par les Alliés, l'Autriche est dotée d'un gouvernement provisoire le 27 avril 1945, lors de sa libération par l'Armée rouge, et est divisée en quatre zones d'occupation chacune administrée par une des forces alliées également présentes en Allemagne. Elle retrouve sa pleine souveraineté en 1955.

## Prémices
- Frontières de l'Autriche-Hongrie en 1914
- Frontières en 1914
- Frontières en 1920

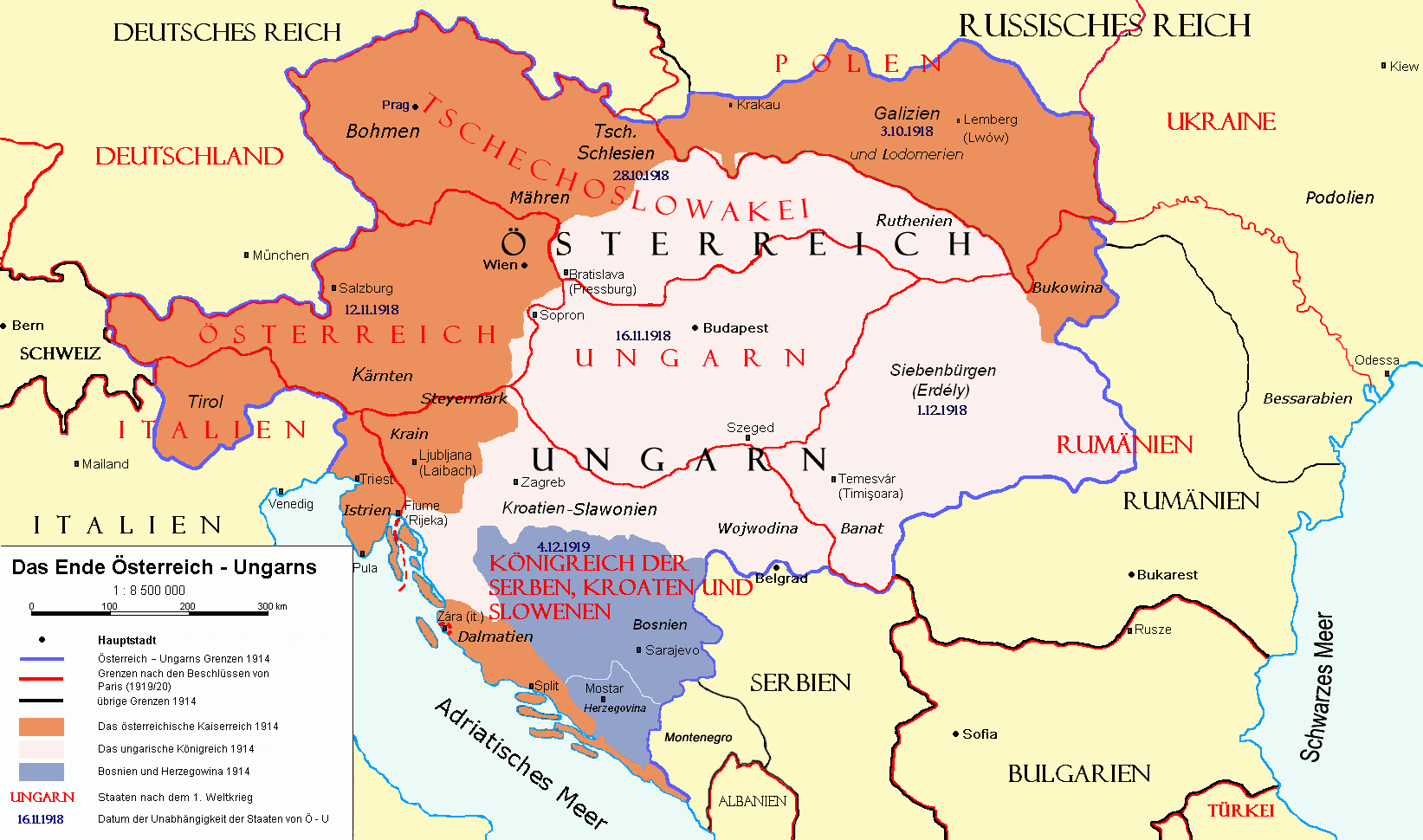
La dissolution de l'Autriche-Hongrie.
Empire d'Autriche en 1914
Royaume de Hongrie en 1914
Bosnie-Herzégovine en 1914

### DuXIXesiècleà la fin des années 1920
Le projet de regrouper tous les Allemands au sein d'un seul État fait l'objet de débats sans suite concrète depuis la fin du Saint-Empire romain germanique en 1806. En 1848, le Parlement de Francfort émet le vœu de rassembler tous les Allemands en un seul État national homogène, intégrant les Allemands autrichiens et rejetant la monarchie multinationale des Habsbourg. En 1850, l'Autriche rejoint la Confédération germanique dont elle est exclue par Otto von Bismarck en 1866, à la suite de la guerre austro-prussienne.
Dans les années qui suivent, le rattachement à l'Allemagne n'est soutenu en Autriche que par le Parti national allemand, minoritaire, et n'est pas défendu par l'Allemagne : craignant que l'Autriche ne recherche à fonder une coalition anti-allemande, Bismarck adopte, à partir de 1870, une politique qui vise à rassurer Vienne et déclare, le 7 février 1871, que les aspirations de la fraction qui œuvre à l'intégration des territoires allemands de la couronne autrichienne à l'Allemagne ne correspondent pas aux objectifs de sa politique. L'Autriche se rapproche à nouveau de l'Allemagne en octobre 1879, lorsqu'elle conclut avec celle-ci un traité d'alliance militaire défensive : « François-Joseph devenait l'allié de Guillaume Ier en attendant d'être, en 1914, « le brillant second » de Guillaume II ». Cette confédération germanique sous une forme actualisée suscite des réserves dans la double monarchie, notamment en raison de la prépondérance du Reich.
Du point de vue des idées, par contre, les idéologues völkisch, opposés à la solution petite-allemande mise en œuvre par Bismarck, appellent de leurs vœux le rattachement de l'Autriche à l'Allemagne : ainsi, le théoricien politique allemand Paul de Lagarde voit dans l'Anschluss la première étape de la réalisation de la Mitteleuropa. Il propose même un plan précis d'union entre le Reich et la Double monarchie, dont les premières étapes seraient un traité d'alliance indissoluble ; le plan de Lagarde prévoit ensuite l'expulsion des populations non germaniques — envoyés dans des zones où elles seront confinées —, la mise en place d'institutions communes — d'inspiration conservatrice —, une union douanière et la possibilité d'une union personnelle.
Lorsque l'Empire austro-hongrois éclate à la suite de sa défaite lors de la Première Guerre mondiale, de nombreux Allemands et Autrichiens germanophones espèrent une unification des deux États, dans le cadre de la réorganisation de l'Europe conforme aux principes édictés par Woodrow Wilson. Cependant, le traité de Versailles, en son article 80, tout comme celui de Saint-Germain excluent explicitement la possibilité d'une unification entre l'Autriche et l'Allemagne, sauf à obtenir l'accord de la Société des Nations,, les vainqueurs voulant maintenir les vaincus dans une situation d'impuissance militaire. Toujours sous la pression des Alliés, le nom du nouvel État initialement dénommé, en octobre 1918, Deutsch-Österreich puis république d'Autriche allemande, est transformé en Republik Österreich (république d'Autriche). Les milieux politiques autrichiens sont divisés sur la question de l'unification : si certains sociaux-démocrates, emmenés par Otto Bauer, souhaitent une unification, les sociaux-chrétiens y sont opposés, notamment par crainte du protestantisme allemand.
Dès 1920, le programme du parti nazi exige la fusion de tous les Allemands dans une grande Allemagne, ce qui préfigure implicitement l'Anschluss ; en 1925, Adolf Hitler est nettement plus explicite :

« L'Autriche allemande doit revenir à la grande patrie allemande et ceci, non pas en vertu de quelconques raisons économiques. Non, non : même si cette fusion, économiquement parlant, est indifférente ou même nuisible, elle doit avoir lieu quand même. Un seul sang exige un seul Reich. »

— Adolf Hitler, Mein Kampf.

### De 1930 à 1938
Le 18 mars 1931, le projet d'union douanière dit « plan Schober-Curtius » — du nom des ministres des Affaires étrangères autrichien Johann Schober et allemand Julius Curtius — est signé entre l'Allemagne et l'Autriche. La France s'y oppose. Le 3 septembre, les deux ministres annoncent officiellement à la commission des affaires européennes de la Société des Nations qu'ils y renoncent. Le 5 septembre, la Cour internationale de justice de La Haye, s'appuyant sur l'article 88 du traité de Saint-Germain-en-Laye et sur le protocole de Genève du 4 octobre 1922, condamne cette union douanière par huit voix contre sept.
Au cours des années 1930, les nazis autrichiens connaissent une notable progression sur le plan électoral, en passant de 112 000 voix aux élections législatives autrichiennes de 1930 à 230 000 voix lors des élections partielles de 1932, dans les Länder de Vienne, Salzbourg et Styrie. Maintenus dans l'opposition, ils se lancent dans une stratégie de tension et recourent au terrorisme, ce qui débouche, le 19 juin 1933, sur l'interdiction du parti nazi à la suite d'un attentat meurtrier contre des gymnastes catholiques. Face aux tensions entre les socialistes, appuyés par leur milice, le Schutzbund, et les catholiques, eux aussi appuyés par une milice, les Heimwehren, le chancelier chrétien-social Engelbert Dollfuss établit en mars 1933 une dictature cléricalo-fasciste à parti unique, connue sous le nom d'austrofascisme : il ajourne le Parlement, dissout le parti communiste et le parti nazi, et utilise les Heimwehren comme police auxiliaire pour écraser le soulèvement des socialistes viennois en février 1934. La répression fait un millier de morts et de trois à quatre mille blessés.

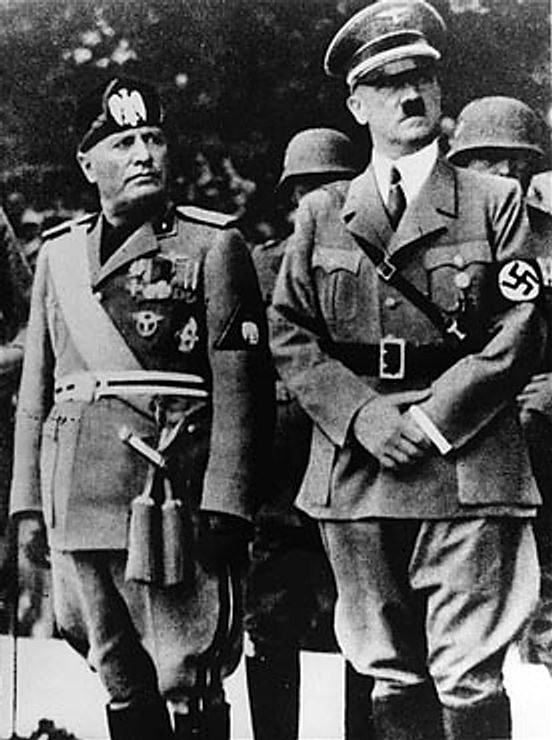
Benito Mussolini et Adolf Hitler en 1937.

Le 25 juillet 1934, les nazis autrichiens tentent un coup d'État au cours duquel ils assassinent Dollfuss, assassinat vraisemblablement commandité par Adolf Hitler. La tentative de prise de pouvoir échoue, au grand dam de celui-ci, qui n'ose cependant intervenir en raison de la position politique de l'Italie fasciste, Benito Mussolini garantissant alors l'indépendance de l'Autriche, l'Italie partageant une frontière physique de 400 km avec l'Autriche.
Pour Georges Scheuer, journaliste autrichien émigré en France après l'Anschluss, la faible résistance autrichienne trouve sa source dans la répression du mouvement ouvrier viennois lancé par Dollfuss le 12 février 1934. Selon lui, le rapprochement ultérieur entre Hitler et Mussolini, couplé aux similitudes entre nazisme et austrofascisme (« rejet du parlementarisme, établissement d'une dictature autoritaire avec un parti unique, terreur policière, en premier lieu contre la gauche, qui est présentée comme « danger rouge », « marxiste » et « bolchevique » ; dissolution des syndicats ») ont créé des conditions favorables à l'Anschluss.
Bien qu'il ait affirmé lors de la parution du premier volume de Mein Kampf, en 1925, que l'union de l'Allemagne et de l'Autriche était, pour les Allemands, « une tâche qu'ils [les Allemands] devaient s'employer à accomplir, par tous les moyens et tout au long de leur vie », l'échec du putsch et l'attitude de l'Italie forcent Hitler à adopter une position publique conciliante et rassurante : dans l'important discours qu'il prononce devant les membres du Reichstag, le 21 mai 1935, Hitler affirme que l'Allemagne n'a ni l'intention, ni le désir de se mêler des affaires intérieures de l'Autriche, d'annexer l'Autriche ou de réaliser l'Anschluss. L'approbation par la Société des nations des résultats du référendum sur le rattachement de la Sarre au Reich organisé le 13 janvier 1935 et l'absence de réaction des puissances alliées à l'entrée des troupes allemandes en Rhénanie, en mars 1936, permettent à Hitler de renforcer la pression sur l'Autriche et de contraindre le successeur de Dolfuss, Kurt Schuschnigg, à entamer avec Franz von Papen, ambassadeur à Vienne, des négociations visant à rapprocher les deux pays sous l'égide allemande.
De 1934 à 1938, Schuschnigg mène une intense mais prudente activité diplomatique afin de faire garantir l'indépendance de son pays par l'Italie, la France et le Royaume-Uni pendant que le chef d'état-major de l'armée autrichienne, Alfred Jansa, dresse des plans pour s'opposer militairement à une éventuelle agression allemande.
L'accord du 11 juillet 1936 réaffirme le maintien de l'indépendance de l'Autriche, mais celle-ci est désignée comme le second État allemand et elle s'engage à mener une politique extérieure conforme aux intérêts pangermaniques et à autoriser l'activité politique du parti nazi. Si pour Schuschnigg l'accord doit mettre fin aux tensions entre l'Autriche et l'Allemagne, pour Hitler il ne s'agit que d'un expédient temporaire en attendant que les circonstances permettent de briser la souveraineté autrichienne. Au cours de l'été 1937, Hitler fait part à son ministre de la Propagande, Joseph Goebbels, de sa volonté de résoudre le problème autrichien par la force, non seulement pour des raisons idéologiques, stratégiques et militaires, mais aussi pour des motifs économiques, l'Autriche disposant d'importantes réserves d'or et de devises, de main-d'œuvre et de matières premières ; ces motifs économiques expliquent le rôle majeur joué par Hermann Göring, ministre du Plan quadriennal, dans la préparation et l'exécution de l'Anschluss,. Lors de la signature par Mussolini du pacte anti-Komintern le 6 novembre 1937, le Duce déclare au ministre des Affaires étrangères allemand Joachim von Ribbentrop que les événements en Autriche peuvent suivre leur cours naturel : la souveraineté de l'Autriche a perdu son dernier garant, la France et le Royaume-Uni n'ayant pas montré d'intérêt pour la défense de l'indépendance autrichienne.

## Anschluss

### Premières actions d’Hitler

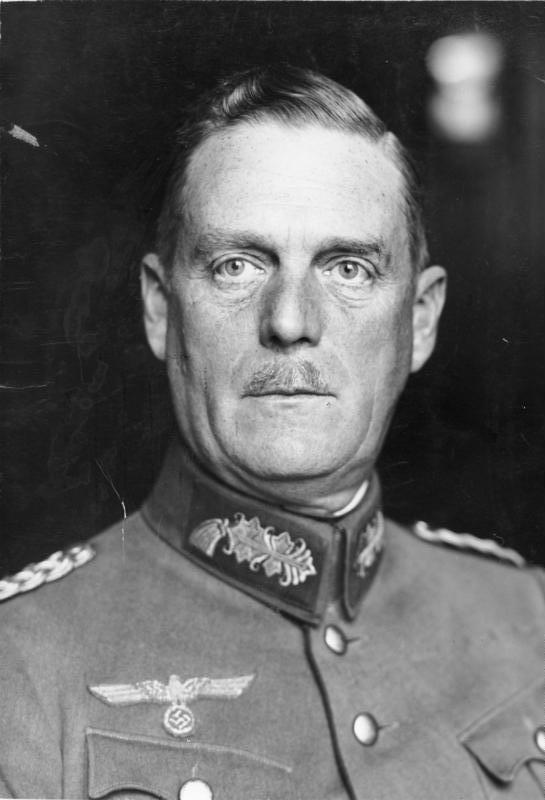
Wilhelm Keitel en 1934.

Début 1938, Adolf Hitler a consolidé son pouvoir en Allemagne, notamment par la mise à l'écart de Werner von Blomberg et de Werner von Fritsch, et il est prêt à atteindre l'un des objectifs qu'il s’est fixés de longue date : l'expansion du Reich.
Il rencontre le chancelier autrichien Kurt Schuschnigg le 12 février 1938 à Berchtesgaden, en Bavière. Schuschnigg est accueilli à la frontière par Franz von Papen, pourtant limogé de son poste à Vienne le 4 février, qui lui annonce que la rencontre se déroulera en présence de Wilhelm Keitel, le nouveau chef de l'OKW, de Walter von Reichenau, commandant des forces terrestres dans la zone austro-bavaroise, et de Hugo Sperrle, responsable de la Luftwaffe dans la même région, « arrivés par hasard ». Hitler accueille Schuschnigg avec une courtoisie minimale et se lance, dès le début de leur tête-à-tête, dans une diatribe cinglante. Ses invectives durent toute la matinée et mettent le chancelier autrichien sous une forte pression.

« Vous avez tout fait pour empêcher une politique amicale […]. L'histoire de l'Autriche n'est qu'un acte ininterrompu de haute trahison. […] Ce paradoxe historique doit maintenant parvenir à son terme, qui devrait être depuis longtemps échu. Et je puis vous l'affirmer ici, monsieur Schuschnigg : je suis absolument résolu à ce que cela cesse. Le Reich allemand est l'une des grandes puissances et personne n'osera élever la voix s'il décide de régler le problème de ses frontières. »

— Adolf Hitler au chancelier Schuschnigg

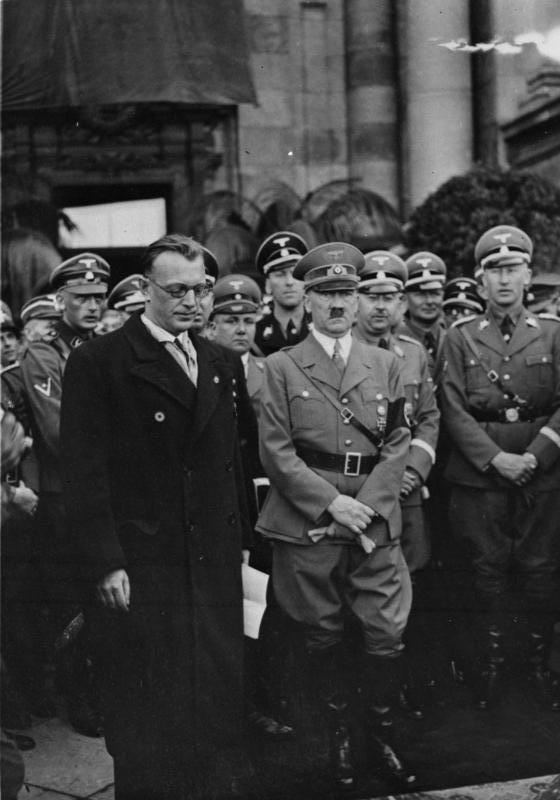
De gauche à droite : au premier plan, Seyss-Inquart et Hitler ; au second plan à gauche de Hitler, Bormann et Kaltenbrunner ; à droite de Hitler, Himmler et Heydrich (1938).

Dans l'après-midi, Joachim von Ribbentrop et Franz von Papen présentent à Schuschnigg un projet d'« accord », ce sera l'accord de Berchtesgaden, en lui précisant qu'il n'est pas négociable. L'interdiction des activités du parti nazi autrichien doit être levée et ses membres en prison amnistiés. Arthur Seyss-Inquart, un avocat membre du parti nazi, doit être nommé ministre de l'Intérieur ayant l'autorité sur les services de police et de sécurité, et Edmund Glaise-Horstenau, autre membre du parti nazi, ministre de guerre. Les armées allemande et autrichienne doivent établir des relations étroites, et le système économique autrichien doit être intégré à celui de l'Allemagne. Lors de la seconde entrevue du chancelier autrichien avec Hitler, celui-ci le menace explicitement d'une intervention militaire en cas de refus : Schuschnigg finit par céder, ce qui inspire à Hitler le commentaire que « les canons parlent toujours le bon langage ».
Le gouvernement autrichien annonce l'amnistie générale des nazis emprisonnés, y compris des assassins d'Engelbert Dollfuss, et la nomination de Seyss-Inquart comme ministre de la Sûreté,.
Le 18 février, les SA défilent en uniforme à Linz avec d'immenses drapeaux à croix gammée. Le 1er mars, Arthur Seyss-Inquart se rend à Graz et, selon un journaliste britannique, on croirait entrer dans une ville de l'Allemagne nazie : la majorité des gens dans les rues portent des emblèmes à croix gammée, soit des insignes en métal, soit le sigle officiel du NSDAP, et les jeunes gens échangent des saluts hitlériens et certains chantent le Horst-Wessel-Lied.
Malgré l'acceptation de l'« accord », Hitler durcit encore le ton lors d'un discours devant les membres du Reichstag, le 20 février 1938.

« Plus de dix millions d'Allemands vivent dans deux des États qui ont une frontière commune avec nous. Pour une puissance mondiale, il est intolérable de savoir qu'à ses côtés des frères de race subissent à chaque instant les plus cruelles souffrances parce qu'ils se sentent solidaires de la nation tout entière, en union avec elle, avec sa destinée et sa Weltanschauung. C'est au Reich allemand de protéger les peuples germaniques qui ne sont pas en mesure d'assurer, par leur propre effort, le long de nos frontières, leur liberté politique et spirituelle. »

— Adolf Hitler

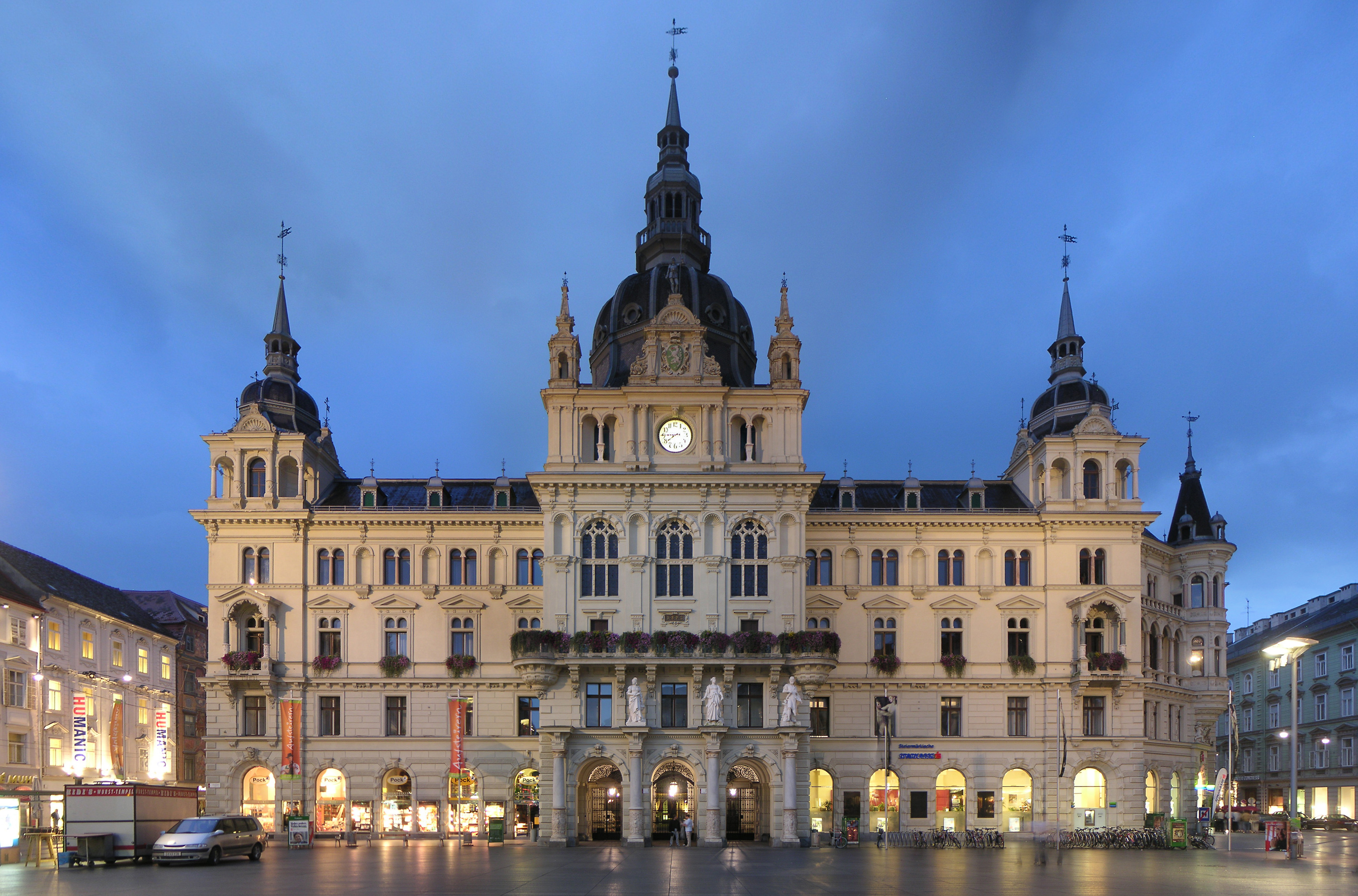
L'hôtel de ville de Graz.

Quatre jours plus tard, dans un discours au Conseil national, Schuschnigg réplique en déclarant que « l'Autriche s'est engagée sur la voie des concessions jusqu'au point où nous devons nous arrêter, nous n'irons pas plus loin » et en affirmant que l'Autriche ne renoncera jamais à son indépendance. La radiodiffusion du discours de Schuschnigg suscite de violentes réactions des nazis autrichiens : à Graz, vingt mille nazis envahissent la place de l'Hôtel-de-Ville, détruisent les haut-parleurs et remplacent le drapeau autrichien par la bannière allemande à croix gammée, sans que la police, soumise à l'autorité de Seyss-Inquart, n'intervienne.
Au cours des semaines qui suivent, le chancelier autrichien recherche le soutien de la classe ouvrière au travers des syndicats et du Parti social-démocrate, dont il a pourtant maintenu l'interdiction prononcée par Dollfuss après la répression de 1934 ; cela n'empêche pas les socialistes de proclamer leur soutien au gouvernement pour préserver l'indépendance du pays et d'organiser un rassemblement populaire le 4 mars, leur seule demande étant que leur activité politique soit à nouveau autorisée, comme cela a déjà été le cas pour celle du parti nazi autrichien.

### Projet de référendum et démission de Schuschnigg

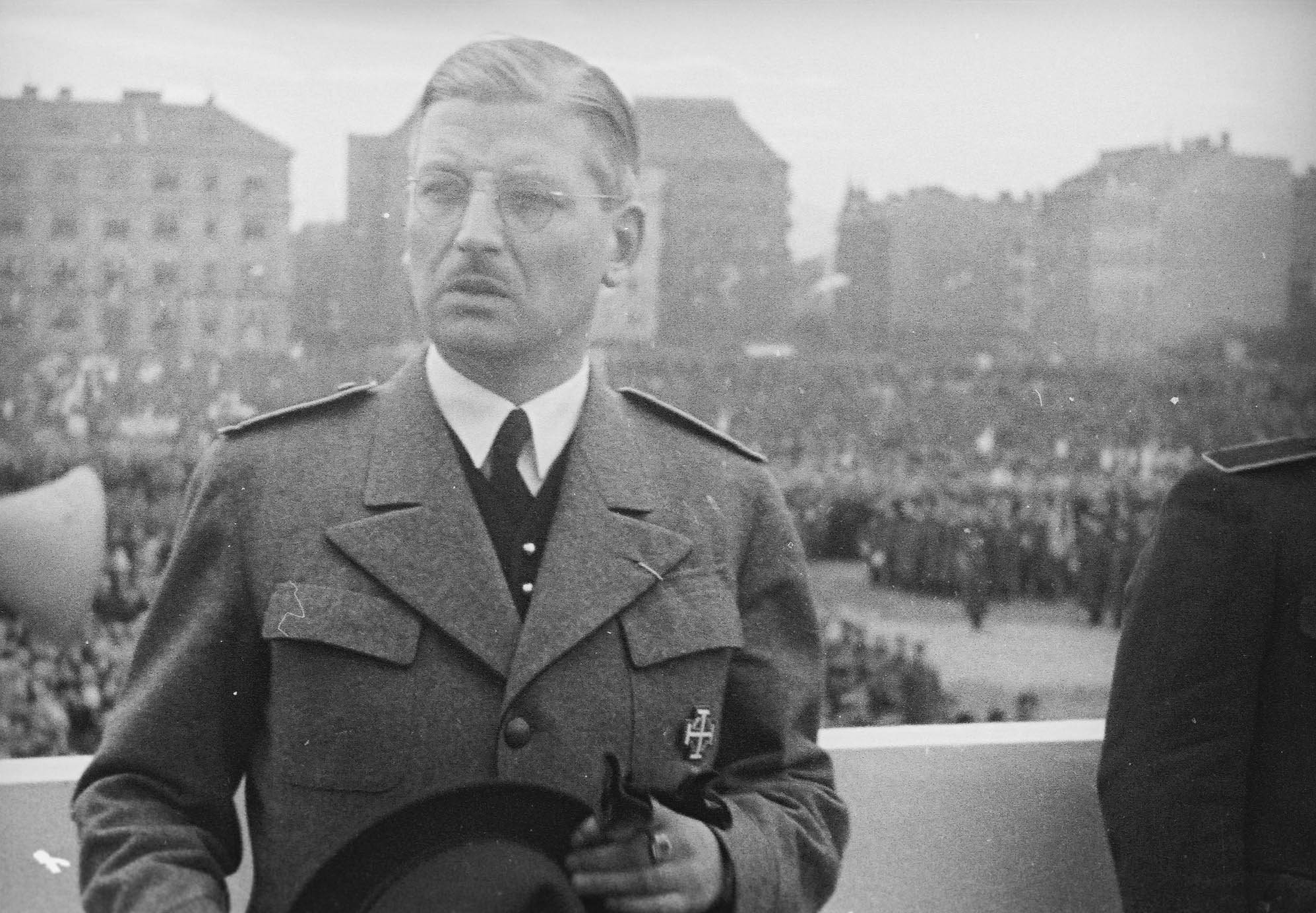
Kurt Schuschnigg en 1936.

Le 9 mars 1938, Schuschnigg tente une ultime manœuvre pour préserver l’indépendance de l’Autriche : il annonce, lors d'un discours à Innsbruck, sans avoir prévenu ses ministres, la tenue d’un référendum pour le 13 mars, appelant les électeurs à soutenir « une Autriche libre et allemande, indépendante et sociale, chrétienne et unie, pour la liberté et le travail, et pour l'égalité de tous ceux qui se déclarent pour la race et la patrie », formulation qui laisse augurer un vote largement positif. Afin de s’assurer une large majorité, il fixe l’âge minimum pour voter à vingt-quatre ans, excluant ainsi les électeurs plus jeunes, largement acquis au nazisme, . L’organisation de ce référendum constitue un pari risqué pour Schuschnigg : Hitler considère que cette initiative est une violation de l'accord de Berchtesgaden du 12 février 1938 et convoque Göring et Goebbels pour trouver un moyen d'empêcher le plébiscite. Dans la soirée du 9 et dans la nuit du 9 au 10, Hitler consulte de nombreux dignitaires politiques et militaires nazis, et ordonne à Wilhelm Keitel dès le matin du 10 mars d'envahir l'Autriche le samedi 12. Au cours des journées des 10 et 11 mars, Keitel, Ludwig Beck, et Erich von Manstein préparent l'opération et arrivent à envoyer les ordres de mobilisation aux unités concernées dès le 11 mars vers 18 h 30. Pendant ce temps, Adolf Hitler envoie un courrier à Benito Mussolini, par lequel il lui fait part de sa décision « de rétablir la loi et l'ordre dans [son] pays natal », faisant état de la situation d'anarchie qui règne en Autriche et du fait que l'Autriche et la Tchécoslovaquie se préparent à lancer vingt millions d'hommes à l'assaut de l'Allemagne, assertions qui sont, selon William L. Shirer, « un tissu de mensonges ».
Le 11 mars 1938, Schuschnigg est réveillé, à 5 h 30 du matin, par un appel téléphonique du chef de la police autrichienne qui lui annonce la fermeture de la frontière à Salzbourg, l'arrêt des transports ferroviaires entre l'Allemagne et l'Autriche et des concentrations de troupes allemandes ; à 10 h, Arthur Seyss-Inquart et Edmund Glaise-Horstenau font part au chancelier autrichien de l'exigence d'Hitler de voir le plébiscite annulé sous peine d'invasion militaire. Expirant normalement à midi, l’ultimatum est reporté jusqu’à 14 h, heure à laquelle Schuschnigg accepte d'annuler le plébiscite. Prévenu de cette décision par Seyss-Inquart, et après avoir conféré avec Hitler, Hermann Göring formule de nouvelles exigences : la démission de Schuschnigg et son remplacement par Seyss-Inquart. Il demande également à ce dernier d'envoyer, dès sa nomination, un télégramme demandant aux autorités allemandes d'envoyer des troupes en Autriche pour y maintenir l'ordre.
Dans un premier temps, le président autrichien, Wilhelm Miklas, refuse la démission du chancelier, ce dont Göring est averti par téléphone par Seyss-Inquart. À la suite de cette nouvelle, Göring se rend chez Hitler, dont il obtient, après une demi-heure de discussion, qu'il donne l'ordre à la 8e armée d'entrer en Autriche à l'aube du 12 mars. Soumis à des pressions de plus en plus fortes, Miklas accepte finalement la démission de Schuschnigg, mais refuse de désigner Seyss-Inquart comme chancelier.
Schuschnigg annonce sa démission peu après 19 h 30 dans un communiqué radiophonique :

« Le gouvernement allemand a remis aujourd'hui au président Miklas un ultimatum lui ordonnant, dans un délai imposé, de nommer au poste de chancelier une personnalité désignée par le gouvernement allemand ; en cas de refus, les troupes allemandes envahiraient l'Autriche. […] Le président Miklas m'a demandé de faire savoir au peuple d'Autriche que nous avons cédé à la force parce que nous refusons, même en cette heure terrible, de verser le sang. Nous avons donc décidé d'ordonner aux troupes autrichiennes de n'opposer aucune résistance. Je prends donc congé du peuple autrichien, en lui adressant cette formule d'adieu allemande, prononcée du plus profond de mon cœur : Dieu protège l'Autriche. »

— Kurt Schuschnigg, le 11 mars 1938
À cette annonce, la foule se déchaîne à Vienne, brisant les vitrines des commerces appartenant à des Juifs ou molestant ceux-ci ; selon un journaliste témoin des faits, « la ville se transforme en un cauchemar peint par Jérôme Bosch. […] Ce qui se déchaîne à Vienne est un torrent d'envie, de jalousie, d'amertume, d'aveuglement, une malveillante envie de revanche. »

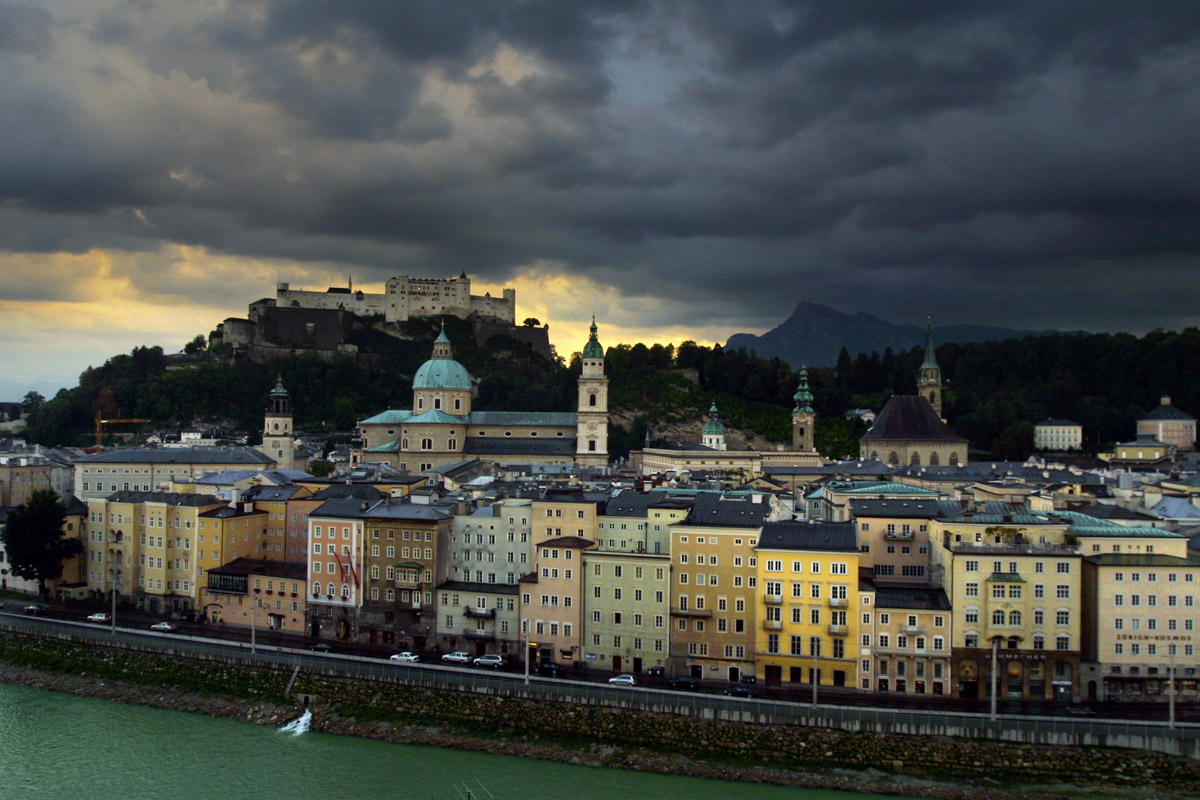
Vue du centre historique de Salzbourg.

Bien organisés, les nazis autrichiens prennent le pouvoir en Carinthie et en Styrie, et occupent des bâtiments publics et des gares ferroviaires à Innsbruck, Linz, Salzbourg, Graz, Klagenfurt et Vienne. Le refus du président Miklas de constituer un gouvernement nazi dirigé par Seyss-Inquart et l'absence d'un télégramme d'appel à l'aide venant de celui-ci mettent Hitler hors de lui : à 20 h 45, il donne formellement l'ordre d'invasion ; trois minutes plus tard, Göring fait transmettre à Seyss-Inquart le texte du télégramme, en précisant qu'il n'est plus nécessaire de l'envoyer mais simplement de marquer son accord sur son contenu. Dans la nuit, le texte du télégramme est envoyé à la presse allemande qui le publie le lendemain matin : la une du Völkischer Beobachter porte comme manchette « L'Autriche allemande sauvée du chaos ». Vers minuit, après que les principaux centres du pouvoir à Vienne sont tombés entre les mains des nazis autrichiens et que la plupart des membres du gouvernement ont été arrêtés, et vu l'absence de réaction de la France, du Royaume-Uni, de l'Italie et de la Tchécoslovaquie, le président Miklas accepte de nommer Seyss-Inquart chancelier. Celui-ci tente en vain d'empêcher l'arrivée des troupes allemandes, en appelant la chancellerie du Reich et l'OKW : « Hitler avait pris l'une de ses décisions inébranlables ; il ne pensait pas seulement qu'il était immoral de laisser une telle armée désœuvrée, il considérait également que les nazis autrichiens n'étaient pas dignes de confiance ».

### Annexion

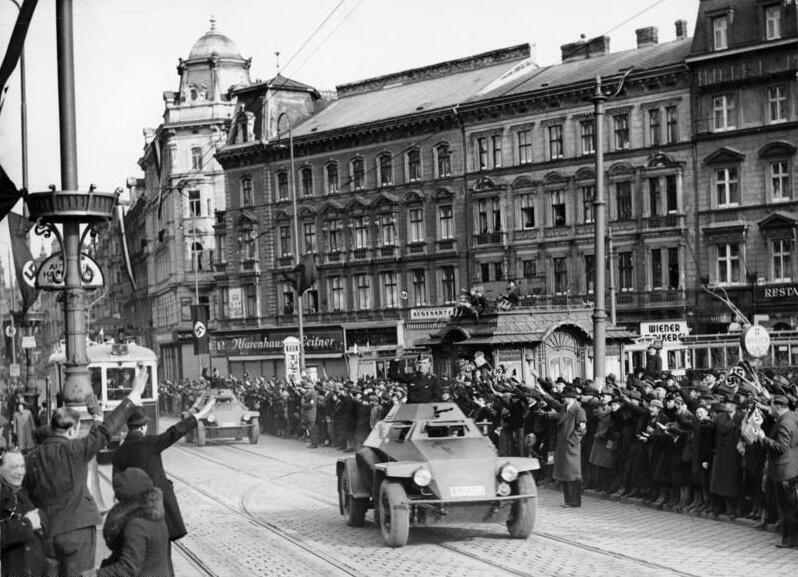
L'arrivée des unités blindées allemandes à Vienne.

Le 12 mars 1938 à 5 h 30, les troupes de la Wehrmacht franchissent la frontière austro-allemande. Elles ne rencontrent aucune résistance de la part de l’armée autrichienne. Bien au contraire : elles sont accueillies par des acclamations de la population, des Heil Hitler, des drapeaux nazis et des fleurs. Après les unités motorisées, l'infanterie entre en Autriche, non en formation de combat, mais en défilant avec drapeaux et musique militaire. Pour un officier, « jamais des troupes allemandes n'ont été accueillies aussi chaleureusement depuis le défilé triomphal de Bismarck lors de la fondation du Reich ». Peu avant midi, la 2e division blindée, commandée par Heinz Guderian, arrive à Linz. Guderian y est rejoint par Heinrich Himmler, Arthur Seyss-Inquart et Edmund Glaise-Horstenau, qui lui annoncent que l'arrivée d'Adolf Hitler est prévue vers quinze heures. Hitler pénètre en Autriche peu avant 16 h à Braunau, sa ville natale. En raison de la foule amassée sur son passage, il n'arrive à Linz que vers 19 h 30, où il reçoit un accueil enthousiaste ; lorsqu'il y prend la parole d'un balcon de l'hôtel de ville, il est acclamé par soixante à quatre-vingt mille personnes.
Plusieurs commentateurs, à la suite de Churchill, font de l'événement une description qui insiste sur l'impréparation de la Wehrmacht, dont 70 % des véhicules seraient tombés en panne sur la route de Vienne, retardant par leur encombrement l'arrivée de l'escorte d'un Hitler furieux. L'historien Benoist-Méchin indique que cette erreur, fondée sur « des rapports tendancieux émanant des attachés militaires britannique et tchèque à Vienne », a contribué à « ancrer les dirigeants des Puissances occidentales dans la conviction que la Wehrmacht n’était pas en mesure d’affronter un conflit sérieux », alors même qu'Hitler avait ordonné personnellement un long arrêt à Linz.
L'occupation systématique de la totalité du territoire autrichien se poursuit méthodiquement : à Salzbourg, les troupes de montagne allemandes découvrent une ville pavoisée de drapeaux nazis, et à son arrivée à Vienne vers minuit, Guderian reçoit un accueil enthousiaste. S'il n'était pas prévu, à l'origine, d'envoyer des troupes en Styrie et en Carinthie, Hitler modifie ses plans au vu de l'accueil réservé aux soldats allemands par la population autrichienne : dans la journée du 13 mars, les hommes du 2e régiment de parachutistes atterrissent à Graz ; dans ces deux provinces, les unités sont à nouveau « bombardées de fleurs, même dans les hameaux slovènes à la frontière avec la Yougoslavie ». Dans la soirée du 14 mars, toute l'Autriche est occupée.
Le 14 mars 1938, Hitler quitte Linz pour se diriger vers Vienne en faisant une étape à Melk, puis à Sankt Pölten : de cette ville, il poursuit son trajet vers la capitale à raison de vingt kilomètres par heure, afin de satisfaire la foule. Peu avant 18 h, le Führer pénètre à Vienne par la Ringstrasse et se rend à l'hôtel Impérial pour y rencontrer les membres du nouveau gouvernement dirigé par Seyss-Inquart. Bien que la foule ait été avertie que Hitler était trop fatigué pour prendre la parole, des milliers de personnes restent massés à l'extérieur de l'hôtel : Hitler adresse cependant à la population un bref discours qu'il conclut par : « Personne ne pourra jamais diviser à nouveau le Reich allemand tel qu'il existe aujourd'hui ».

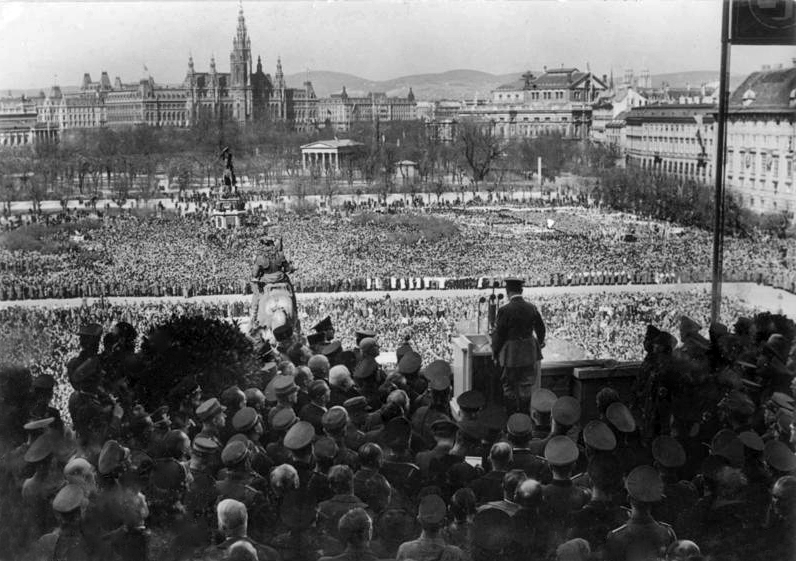
Adolf Hitler, vu de dos, s'adressant à la foule rassemblée sur la Heldenplatz à Vienne le 14 mars 1938.

Le lendemain, au milieu de la matinée, près de 250 000 personnes se dirigent vers la Heldenplatz de Vienne, où Hitler arrive vers 11 h et reçoit un accueil triomphal de la part de la foule rassemblée sur la place et ses alentours. « Elle est composée de personnes issues de toutes les classes sociales. Pour une fois, ouvriers et bourgeois se tiennent côte à côte, avec un enthousiasme indivisible. Mon impression prédominante est qu'elle est composée de jeunes plutôt mal habillés. Il ne s'agit pas d'un rassemblement de réactionnaires réunis pour célébrer leur triomphe. Quelle que soit sa motivation, c'est le peuple de Vienne qui emplit les rues ».
Par la suite, Hitler commente cet épisode : « Certains journaux étrangers ont prétendu que nous nous sommes abattus sur l'Autriche en employant des méthodes brutales. […] Quand j'ai franchi la frontière, j'ai été submergé par un flot d'amour tel que je n'en avais jamais connu. Nous ne sommes pas arrivés en tyrans mais en libérateurs… ».
Dès la soirée du 11 mars 1938, une partie de la foule s'en prend aux Juifs, forçant les familles à sortir de chez elles et à s'agenouiller dans les rues, sous les cris de « Mort aux Juifs ». Les premiers jours suivant l'Anschluss, la population autrichienne soutient largement les vexations et les pillages contre les Juifs, avant qu'une politique d’État ne l'organise par la suite.

### Premières réactions

#### En Autriche
Selon Evan Burr Bukey, l'enthousiasme d'une grande partie de la population à l'égard de l'Anschluss est spontané et tient essentiellement à quatre facteurs : l'annexion s'est déroulée sans effusion de sang ; les troupes allemandes sont perçues à la fois comme le moyen d'éviter une guerre civile et comme une protection contre une agression extérieure ; l'essor économique de l'Allemagne devrait également améliorer la situation en Autriche ; enfin, des Autrichiens y voient une chance de mettre fin à ce que l'on appelle la question juive.
Dès leur entrée en Autriche, les Allemands recherchent et obtiennent le soutien de deux piliers de la société autrichienne, à savoir la hiérarchie catholique et les dirigeants sociaux-démocrates.

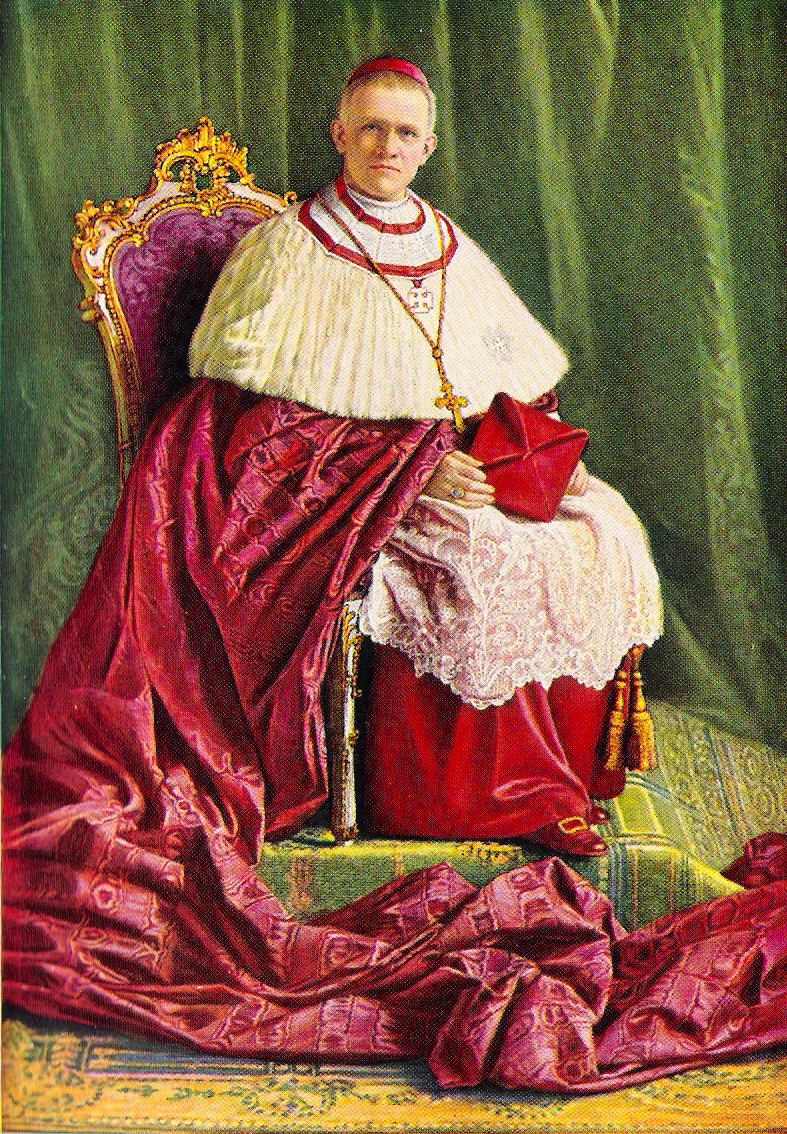
Le cardinal Theodor Innitzer vers 1933.

Le cardinal Theodor Innitzer, qui est en outre une des personnalités du mouvement social-chrétien, déclare dès le 12 mars : « Les catholiques viennois devraient remercier le Seigneur pour le fait que ce grand changement politique se soit déroulé sans effusion de sang, et prier pour un grand avenir pour l’Autriche. Il va de soi que tout le monde devrait obéir aux ordres des nouvelles institutions ». Les autres évêques autrichiens adoptent la même position dans les jours qui suivent et remercient l'Allemagne d'avoir « sauvé l'Autriche du péril bolchévique ». Lors de la publication de cette déclaration de soutien à l'Anschluss, le 18 mars, Innitzer appose la mention Heil Hitler à côté de sa signature.
Le social-démocrate Karl Renner, pourtant père fondateur de la Première République, annonce son soutien à l’Anschluss et déclare le 3 avril qu'il votera favorablement lors du plébiscite. Pendant l'été et l'automne 1938, il écrit un ouvrage de 80 pages au titre révélateur : Die Gründung der Republik Deutschösterreich, der Anschluss und die Sudetendeutschen (« La Fondation de la république austro-allemande, l'Anschluss et les Allemands des Sudètes »),.

#### À l'étranger

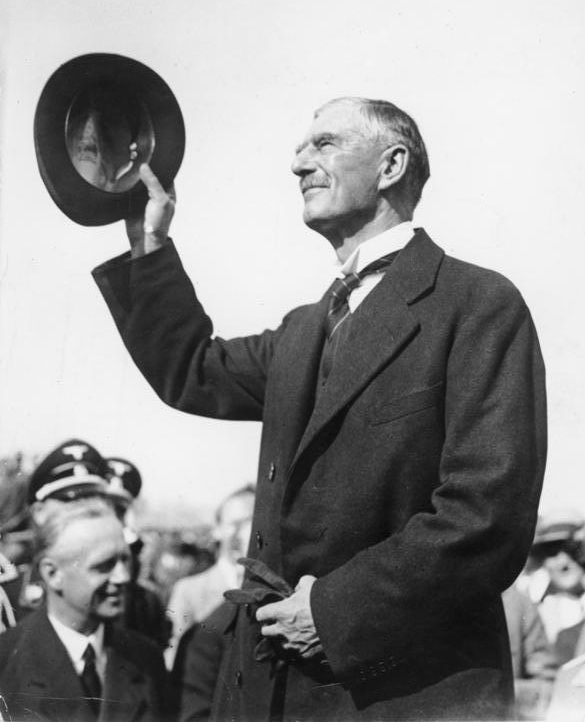
Neville Chamberlain à Munich, le 29 septembre 1938.

Même si une manifestation rassemble vingt mille personnes le 13 mars à Trafalgar Square à Londres, les réactions à l'étranger peuvent être considérées comme molles. La position officielle du Royaume-Uni est exprimée par le Premier ministre Neville Chamberlain, à la Chambre des communes, le 14 mars 1938 :
— Neville Chamberlain
La réaction modérée du Royaume-Uni, partagée par les États-Unis, est l'une des premières conséquences majeures de la politique d'apaisement strictement observée par le Royaume-Uni. Devant la Chambre des communes le 14 mars 1938, Winston Churchill met en garde, en vain, contre les conséquences de cette orientation : « L’Europe est confrontée à un programme d’agressions, un programme soigneusement calculé et minuté, qui se déroule étape par étape, et il ne reste plus qu’un seul choix, pas seulement pour nous, mais aussi pour les autres pays qui se trouvent malheureusement concernés – ou bien se soumettre, comme l’Autriche, ou bien prendre des mesures efficaces pendant qu’il reste encore du temps pour écarter le danger ou, si on ne peut l’écarter, lui faire face. »,. Quant au gouvernement italien, après un silence initial, il apporte son soutien à l'Allemagne.
C'est de l'étranger que s'élèvent des voix autrichiennes contre l'Anschluss : un groupe d'artistes cosmopolites, dont Joseph Roth à Paris, Oskar Kokoschka à Londres et Stefan Zweig à Bath, fondent le mouvement « Autriche libre » qui regroupe, en 1943, vingt-sept organisations comptant plus de sept mille membres.
Plus inquiète que ses anciens Alliés de 1918, la France anime une entente défensive de pays autour de l'Allemagne (Pologne, Tchécoslovaquie). Elle a voulu soutenir les efforts de l'Autriche pour sauvegarder son indépendance, mais bien qu'informée des intentions allemandes, elle ne se montre que peu dissuasive. L'instabilité gouvernementale notamment empêche la Troisième République de mener une politique énergique, et l'impuissance de la Société des Nations fournit un alibi commode à l'inaction. Au moment de l'Anschluss, la Chambre des députés a renversé le gouvernement Chautemps, l'a remplacé par une coalition intérimaire dans l'attente d'un nouvel exécutif par Léon Blum : à ce moment critique, la France est sans voix forte, le gouvernement allemand suggérant même que la vacance gouvernementale aurait été un motif de précipiter l'Anschluss. Le Parti communiste français dénonce « l'agression hitlérienne », mais se préoccupe plus des questions sociales nationales et des procès de Moscou, alors près de s'achever. Ministre des affaires étrangères du gouvernement Chautemps, le radical Yvon Delbos reçoit l'ambassadeur d'Allemagne le 11 mars, mais il n'est pas reconduit dans le deuxième gouvernement Blum (qui dure moins d'un mois ). En coulisses, un groupe de pression formé par Fernand de Brinon (premier journaliste à interroger Hitler après son accession au pouvoir), le sénateur Pierre Laval et Pierre-Étienne Flandin adoptent une attitude « munichoise » avant l'heure de conciliation avec l'Allemagne,.
Le Mexique, par la voix d'Isidro Fabela, son diplomate auprès de la Société des Nations, proteste officiellement contre l'annexion de l'Autriche, le 19 mars 1938.
Sous la pression de la communauté juive américaine, le président Roosevelt propose le 24 mars 1938 de lancer une initiative internationale pour venir en aide aux actuels et futurs réfugiés juifs d'Autriche et d'Allemagne. Réunie du 6 au 16 juillet, la conférence d'Évian n'apporte aucune solution, la plupart des pays se montrant hostiles à l'accueil de réfugiés ou renvoyant à un improbable accueil en Afrique ou en Amérique du Sud. Représentés non par un élu, mais un entrepreneur ami de Roosevelt, Myron C. Taylor, les États-Unis refusent d'augmenter leurs quotas d'immigration,. Suivent le 30 septembre les contestés accords de Munich, qui ouvrent la voie à de nouvelles annexions par l'Allemagne.

### Plébiscite

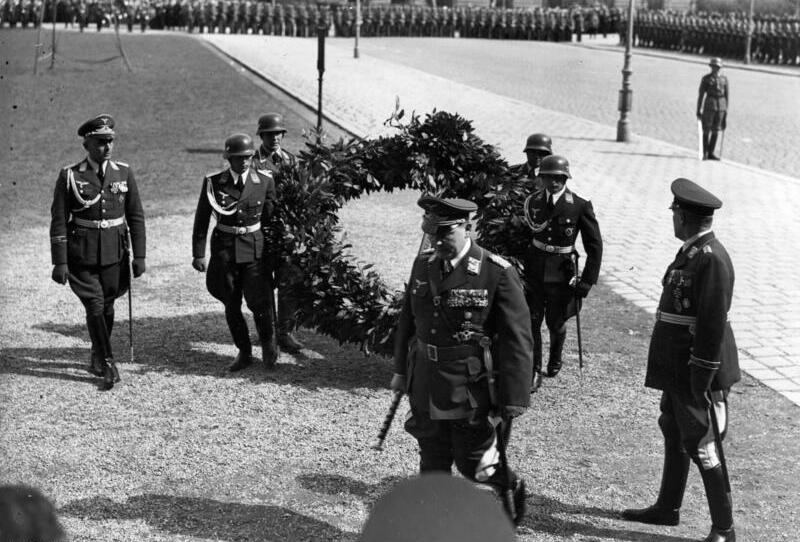
Göring à Vienne, le 27 mars 1938.

L’Anschluss produit ses effets juridiques dès le lendemain de l’entrée des troupes allemandes, par la loi du 13 mars 1938 sur la réunification de l'Autriche au Reich allemand, rédigée par un haut fonctionnaire allemand venu de Berlin, approuvée par le nouveau gouvernement autrichien et signée par Adolf Hitler,, soumise à ratification par plébiscite : l’Autriche devient la province d’Ostmark du Reich et Seyss-Inquart en est nommé gouverneur. Le même jour, Hitler charge le gauleiter de Sarre-Palatinat, Josef Bürckel, d'organiser un plébiscite « libre et au vote secret » le 10 avril 1938.
Bürckel lance officiellement la campagne à Vienne, en émaillant son discours de nombreuses attaques antisémites, qui sont applaudies avec beaucoup d'enthousiasme ; dans les jours qui suivent, les principaux dirigeants nazis allemands, dont Hitler, Göring, Goebbels et Himmler, sillonnent l'Autriche pour soutenir l'annexion. Les nazis jouent sur un double registre, alliant propagande et répression. Pour influencer favorablement le vote des Autrichiens, Göring annonce, le 26 mars, un investissement de soixante millions de marks dans le développement de l'industrie et la modernisation de l'agriculture autrichienne ; dans les jours qui suivent, le système de sécurité sociale allemand est étendu à l'Autriche, le paiement d'allocations aux chômeurs est repris par l'Allemagne, dix mille écoliers et vingt-cinq mille adultes y sont envoyés en vacances, et des distributions de nourriture sont organisées pour les plus pauvres.
Les méthodes brutales utilisées par Hitler pour éliminer toute opposition en Allemagne sont immédiatement mises en place en Autriche dans les semaines qui précèdent le plébiscite. Avant même l’intervention de la Wehrmacht, Himmler et quelques officiers SS arrivent à Vienne dès le 12 mars, bientôt rejoints par quarante mille membres des forces de sécurité allemandes. Durant les quelques semaines qui séparent l’Anschluss du plébiscite, soixante-dix mille personnes (sociaux-démocrates, démocrates-chrétiens comme Richard Schmitz et Leopold Figl, communistes et autres opposants politiques, Juifs…) sont arrêtées et emprisonnées ou envoyées en camp de concentration.

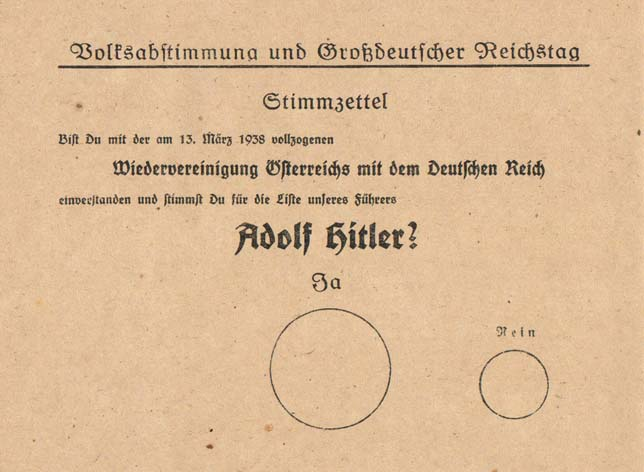
Bulletin de vote du 10 avril 1938 : Es-tu d'accord avec la réunification de l'Autriche avec le Reich allemand qui fut décrétée le 13 mars 1938, et votes-tu pour le parti de notre chef Adolf Hitler ?. Le grand cercle est marqué Oui, le petit Non.

Le plébiscite se tient le 10 avril et le résultat officiel est un vote favorable à 99,08 % en Allemagne et à 99,75 % en Autriche.
Si les historiens s’accordent sur le fait que le résultat du plébiscite n’a pas été truqué, le processus de vote n’a été ni libre ni secret : des officiels sont présents à côté des isoloirs et reçoivent le bulletin de vote de la main à la main, contrairement aux pratiques du vote secret, au cours duquel les bulletins sont déposés par les électeurs dans une urne scellée ; de larges fentes sont en outre aménagées dans les isoloirs afin de pouvoir constater comment votent les électeurs. Pour l'historien britannique Richard J. Evans, le scrutin fait l'objet de manipulations et d'intimidations massives.
L’Autriche fait désormais partie du Troisième Reich et le reste jusqu’à la fin de la Seconde Guerre mondiale. Le 27 avril 1945, le gouvernement provisoire autrichien déclare l’Anschluss nul et non avenu. Après guerre, l’Autriche, occupée par les Alliés, est reconnue et traitée comme un pays indépendant de l’Allemagne ; elle retrouve sa souveraineté en 1955, avec le traité sur l’État autrichien et la déclaration autrichienne de neutralité, en grande partie à cause du développement rapide de la guerre froide.

### Conséquences

#### Administration et économie
Par la loi du 13 mars 1938 sur la réunification de l'Autriche au Reich allemand, ratifiée par le plébiscite du 10 avril 1938, l'Autriche devient partie intégrante du Troisième Reich, ce qui donne naissance à l'appellation Großdeutschland (« Grande Allemagne »). Immédiatement après l'annexion, l'Autriche, gouvernée par Arthur Seyss-Inquart, conserve une certaine forme d'identité sous le nom d'« Ostmark », même si les parlements régionaux sont dissous dès avril 1939. Cette identité disparaît en 1942, lorsque l'Ostmark est divisée en deux régions du Reich appelés « Donau- und Alpenreichsgaue » (« Territoires des Alpes et du Danube »).
Outre ses aspects politiques et administratifs, l'Anschluss a des conséquences très concrètes. « La poste, les chemins de fer, le système bancaire, la monnaie nationale et toutes les autres institutions économiques du pays furent supprimés et remplacés par leurs équivalents allemands ».
L'économie autrichienne est intégrée à marche forcée à celle de l'Allemagne, notamment via sa sujétion, deux jours après l'annexion, au plan de quatre ans dirigé par Göring ; le contrôle de nombreuses entreprises autrichiennes dont la gestion est jugée insatisfaisante est pris par des Allemands. Les travailleurs autrichiens, intégrés de force au Front allemand du travail, sont incités à venir travailler en Allemagne, où sévit une pénurie de main-d'œuvre.

#### Répression et nazification

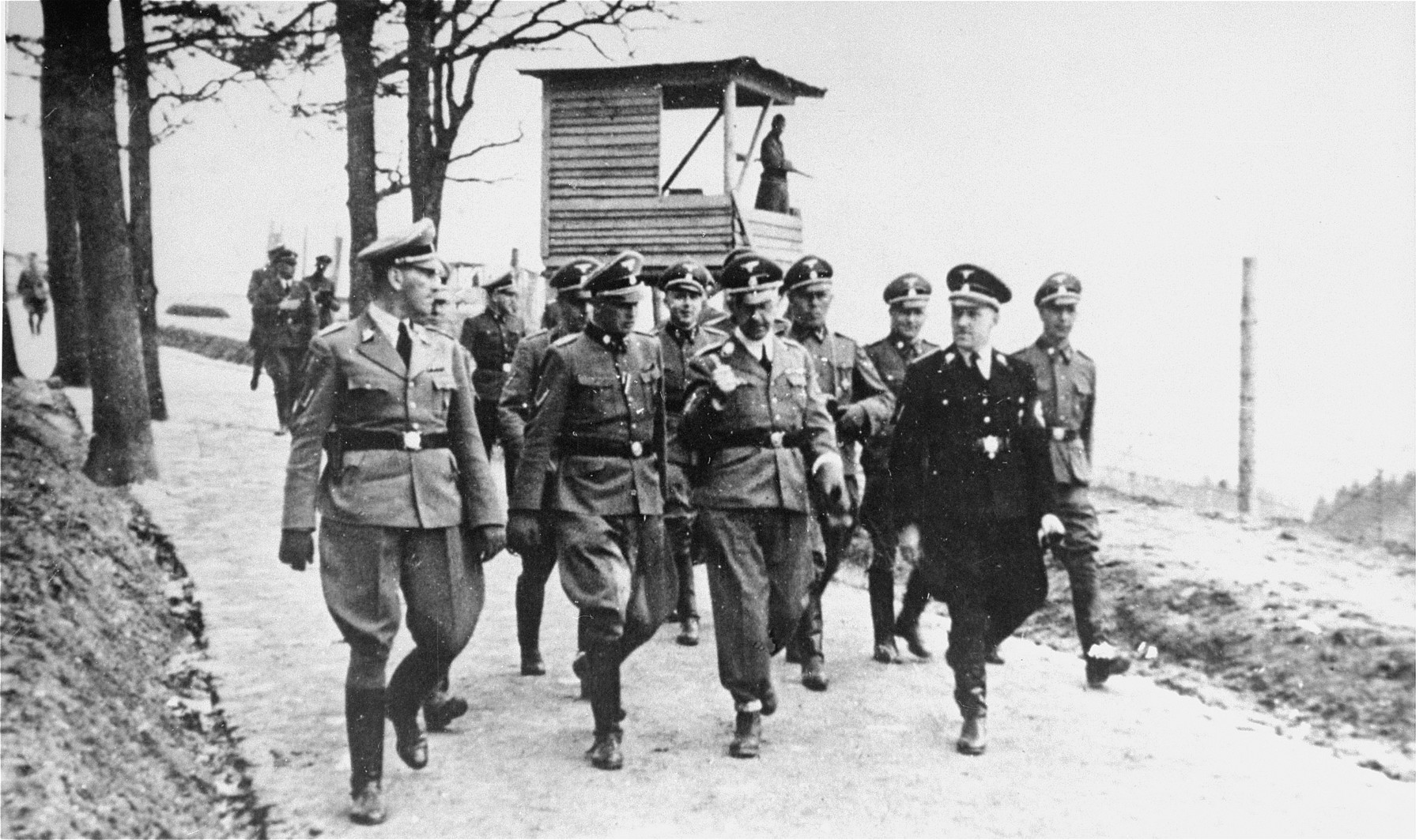
Himmler visitant Mauthausen en avril 1941 : il converse avec Franz Ziereis, le commandant du camp, entre Kaltenbrunner (à gauche) et Eigruber (à droite).

L'entrée des troupes allemandes est immédiatement accompagnée d'une vague de répression contre ceux qui pourraient constituer une menace : dès la nuit du 12 au 13 mars, la Gestapo arrête vingt-et-un mille opposants réels ou supposés pour lesquels les installations du camp de concentration de Dachau ont été agrandies. L'Anschluss est immédiatement suivi par la création du camp de concentration de Mauthausen dont l'emplacement est choisi dès la fin du mois de mars, sa construction débutant en août.
L'Anschluss se traduit également par une profonde « nazification » de la société autrichienne : lorsqu'en 1945, les anciens nazis doivent se faire enregistrer, ils sont six cent mille à s'inscrire, et avec leurs familles, ils représentent un tiers de la population du pays ; si la population autrichienne ne représente que 8 % de la population de la Grande Allemagne, les Autrichiens constituent 14 % des membres de la SS et 40 % du personnel lié à la mise en œuvre de l'assassinat des malades mentaux et de la Shoah. Parmi les Autrichiens ayant occupé de hauts postes au sein du Troisième Reich, outre Hitler lui-même, on peut citer : Franz Böhme ; Lothar Rendulic ; Julius Ringel et Alexander Löhr, respectivement généraux dans la Heer et la Luftwaffe ; Odilo Globocnik, fortement impliqué dans la Shoah ; Amon Göth, commandant du camp de concentration de Płaszów ; Franz Stangl, commandant des camps d'extermination de Sobibor et Treblinka ; Ernst Kaltenbrunner, successeur de Reinhard Heydrich à la tête du RSHA ; Otto Skorzeny, célèbre officier de la Waffen-SS. Arthur Seyss-Inquart, après être devenu l'adjoint de Hans Frank, le gouverneur général de Pologne, fut commissaire du Reich aux Pays-Bas.
La nazification s'instaure notamment à l'université de Vienne, où Edouard Pernkopf, membre du parti nazi et doyen de la faculté de médecine, demande au personnel de l'université de préciser s'il est Aryen ou non, ainsi que de prêter allégeance à Hitler. Cette mesure conduit à la démission de 77 % du personnel de l'université.

#### Mesures antisémites

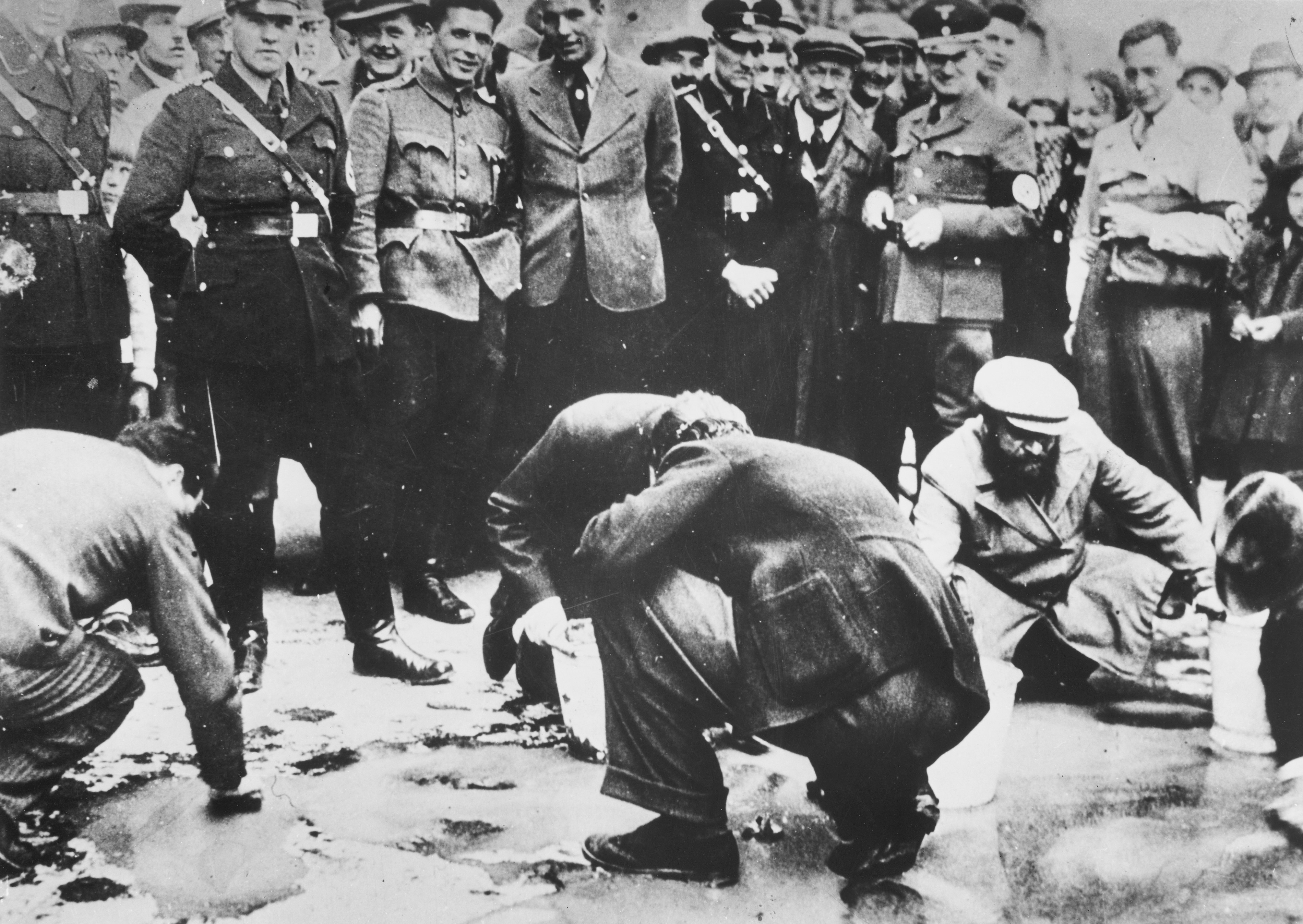
Dès mars 1938--avril 1938 à Vienne : des Juifs forcés d'effacer des slogans en faveur de la souveraineté de l'Autriche, sous le regard hilare de passants et miliciens.

L'Anschluss est également suivi par une vague de persécution des Juifs autrichiens. Débutant dès la soirée du 11 mars 1938, soit avant l'entrée des troupes allemandes et continuant au cours des jours suivants, les actions antisémites, dont la violence dépasse toutes les manifestations de ce type en Allemagne au cours des années qui précèdent, sont à ce point incontrôlables et exacerbées que Heydrich propose le 17 mars 1938 de faire arrêter les nazis autrichiens responsables de ces exactions. Mais il faut attendre le 29 avril 1938 pour que les violences retombent, les responsables de la Sturmabteilung autrichienne étant menacés de licenciement si les débordements se poursuivent.
L'un des plus célèbres exilés de la première vague d'émigration est Sigmund Freud qui reçoit l'autorisation de quitter Vienne, contre paiement d'une rançon, le 4 juin 1938, après deux perquisitions menées à son domicile par la Gestapo et la séquestration de sa fille Anna durant une journée. L'aryanisation des biens juifs est mise en œuvre à grande échelle dès la mi-mai. Le 20 août 1938, le Bureau central d'émigration juive (Zentralstelle für Jüdische Auswanderung) se met en place sous l'autorité réelle d'Adolf Eichmann. Entre mars et novembre 1938, seuls cinq mille Juifs parviennent à quitter l'Autriche, leurs biens sont confisqués et ils ne sont autorisés à prendre avec eux qu'une somme de vingt schillings.
Lors de la nuit de Cristal c'est à Vienne, où s'étaient déjà produites des émeutes anti-juives lors de l'Anschluss, que le pogrom prend ses formes les plus violentes et les plus meurtrières, avec quarante-deux synagogues incendiées, vingt-sept personnes juives tuées et quatre-vingt-huit grièvement blessées. Au total et par la suite, 128 000 Juifs autrichiens sont contraints de s'exiler et 65 459 autres sont victimes de la Shoah.

#### Conséquences à moyen terme
En Allemagne, l'Anschluss propulse la cote de popularité de Hitler à des sommets sans précédent. Le succès de l'annexion provoque chez le dictateur « un regain d'assurance, la certitude qu'il avait été élu par la providence, la conviction qu'il ne pouvait pas se tromper ».
La faiblesse des réactions à l'étranger à la suite de l'Anschluss conduit Hitler à conclure qu'il peut utiliser des méthodes plus agressives dans sa marche pour élargir le Troisième Reich, ce qu'il fera plus tard lors de l'annexion du territoire des Sudètes, entamée peu après l'Anschluss, notamment lors d'une rencontre avec Konrad Henlein, le 28 mars 1938, avant l'organisation du référendum sur l'annexion de l'Autriche.
En confirmant que le Royaume-Uni a décidé qu'une logique d'apaisement est la bonne manière de négocier avec Hitler, et que la France est incapable d'intervenir, l'Anschluss ouvre la voie aux accords de Munich en septembre 1938, puis à l'invasion de la Tchécoslovaquie en 1939.

## Héritage historique

### Rattachement ou annexion?
Le dictionnaire en ligne franco-allemand Larousse traduit le nom commun Anschluss, dans le contexte politique, par « rattachement ». Selon le dictionnaire en ligne Leo, la traduction allemande d'« annexion » est « Annektierung » ou « Annexion »,, celle d'incorporation « Eingliederung ».
L’Encyclopædia Britannica décrit l’Anschluss comme une « annexion » plutôt que comme un rattachement. Cette traduction est reprise par la quasi-totalité des auteurs cités dans l'article.
Comme le relève l'historien Evan Burr Bukey, lors du départ des troupes alliées d'occupation, le 25 octobre 1955, « la plupart des citoyens [autrichiens] se réjouissent que se termine enfin une période de dix-sept années d'occupation », englobant sous le même terme la période de 1938 à 1945 et celle de 1945 à 1955.

### Seconde république

#### Déclaration de Moscou
La déclaration de Moscou, signée en octobre 1943 par les gouvernements de l'Union soviétique, des États-Unis et du Royaume-Uni, comprend une déclaration sur l'Autriche :

« Les gouvernements du Royaume-Uni, de l'Union soviétique et des États-Unis d'Amérique sont d'accord sur le fait que l'Autriche, le premier pays libre tombé à la suite de l'agression hitlérienne, sera libéré de la domination allemande.
Ils considèrent l'annexion imposée à l'Autriche le 15 mars 1938 comme nulle et non avenue. […] Ils affirment leur souhait de voir la liberté et l'indépendance de l'Autriche restaurées, ouvrant ainsi la voie au peuple autrichien, ainsi qu'à ceux des autres États confrontés aux mêmes problèmes, pour créer la sécurité économique et politique, seule base d'une paix durable.
Cependant, l'Autriche a une responsabilité, qu'elle ne peut éluder, dans sa participation au conflit aux côtés de l'Allemagne hitlérienne. Au moment du jugement final, il sera inévitablement tenu compte de sa propre contribution à sa libération. »

Le dernier paragraphe de la déclaration relève de la propagande et vise à susciter les premiers signes d'une résistance autrichienne : bien que des Autrichiens aient été reconnus comme Justes parmi les nations, il n'y eut jamais en Autriche de résistance armée comme celle qui s'est manifestée dans d'autres pays occupés,,. La déclaration de Moscou est suivie, le 27 avril 1945, par une déclaration sur l'indépendance de l'Autriche, qui stipule en son article 2 que « l'Anschluss imposé au peuple autrichien en 1938 est nul et non avenu » et, en son article 4, que « tous les serments militaires, officiels, ou individuels, prêtés par des Autrichiens à l'égard du Reich allemand et de son gouvernement, sont considérés comme nuls et non avenus ».

#### Identité autrichienne et «victimisation»

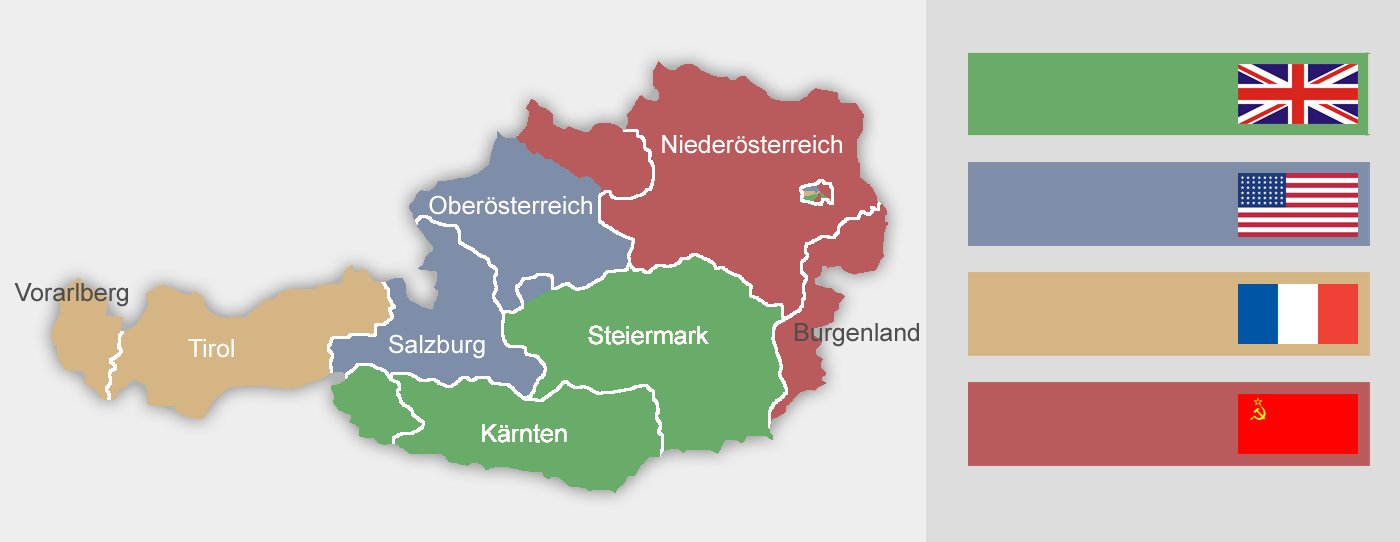
L'Autriche divisée en quatre zones par les Alliés (1945-1955).

La vision des événements de 1938 a de profondes racines dans les dix années d’occupation par les Alliés et dans la lutte de l’Autriche pour retrouver sa souveraineté. La « victimisation » joue un rôle essentiel lors des négociations avec les Soviétiques à propos du traité d'État autrichien. S’appuyant sur la déclaration de Moscou, les hommes politiques autrichiens, hantés par le souvenir de la guerre civile qui a détruit la Première République, n'ont d'autre choix, afin de favoriser la reconstruction économique et la recomposition de la société, que de « créer une fiction historique qui n'a que peu de rapport avec la réalité. » Le traité sur l’État autrichien et la déclaration de neutralité permanente, qui lui fait suite, constituent des étapes fondamentales pour la consolidation de l’indépendance et de l’identité nationale autrichienne au cours des décennies qui suivent.
Lors du procès de Nuremberg, l'Anschluss est examiné comme l'un des crimes antérieurs au début de la Seconde Guerre mondiale, et les actions des prévenus dans cet événement sont examinés sous l'angle du crime contre la paix, second chef d'accusation retenu par le tribunal. Durant l'instruction, les événements de l'Anschluss, dont les pressions exercées sur Wilhelm Miklas et Kurt Schuschnigg, sont exposés par le procureur Sydney S. Alderman. Schussnigg, alors à peine rescapé du camp de concentration de Dachau, est présent dans le public, mais n'est pas appelé à témoigner. Par contre, il est donné lecture des conversations téléphoniques entre Göring, Arthur Seyss-Inquart, et Joachim von Ribbentrop du 11 au 13 mars 1938. Seyss-Inquart et son secrétaire d’État au moment de l'Anschluss, Kaltenbrunner, seuls prévenus d’origine autrichienne jugés à ce procès, sont condamnés pour crimes contre la paix, et également pour crimes de guerre et crimes contre l'humanité ; ils sont exécutés par pendaison le 16 octobre 1946. Franz von Papen — ambassadeur d'Allemagne en Autriche au moment de l'Anschluss — est également jugé à Nuremberg, mais est acquitté, notamment parce que les juges ne considèrent pas l'annexion de l'Autriche comme une guerre d'agression.
Le processus de dénazification est lancé à la suite de la loi sur les nationaux-socialistes du 25 juillet 1945 qui oblige notamment les anciens membres du parti nazi à se faire enregistrer et les prive temporairement de leur droit de vote. « Devant l'inscription de près de 600 000 personnes dans ces registres, les partis politiques, considérant cette masse d'enregistrés, pensèrent que bien des gens allaient retrouver leur droit de vote un jour ; aussi, au lieu de mener une lutte idéologique contre le national-socialisme et les crimes hitlériens, ils évitèrent la discussion sur le passé en flattant la masse des anciens nazis promus au rang de doubles victimes ».
Le contexte de la guerre froide et la volonté de l'Autriche de bénéficier du plan Marshall jouent également un rôle important dans l'occultation du débat sur l'Anschluss et sur le passé nazi de l'Autriche. En présentant l'Union soviétique comme l'ennemi principal de l'Autriche, ses dirigeants ont esquivé « certains problèmes fondamentaux comme la véritable prise de conscience des crimes nazis, l'élimination des responsables nazis de la vie publique, la liquidation sérieuse de l'idéologie national-socialiste, etc. ». Pour Ernst Bruchmüller, « le rôle de victime (Opferrolle) est devenu un prérequis pour la formation d'une identité nationale contemporaine ».

#### Dans la vie politique d'après-guerre

Blason de la république fédérale d'Autriche.

De 1945 à 1948, les tribunaux autrichiens condamnent 10 694 personnes pour crime de guerre, essentiellement commis sur le sol autrichien, dont quarante-trois sont condamnées à la peine capitale ; mais dès 1948, le processus de dénazification s'éteint et tant le SPÖ que l'ÖVP cherchent à gagner les votes des anciens nazis. Une première loi amnistiant les nazis n'ayant pas occupé de postes importants (die Minderbelasteten) est votée le 21 avril 1948, suivie en 1953 d'une deuxième amnistie nettement plus large qui permet aux anciens nazis « de peser lourdement dans la balance des forces politiques ».
En 1952, le FPÖ, issu de la « VdU - Verband der Unabhängigen » (Fédération des indépendants), « dans la droite ligne de l'Anschluss, affirme que les Autrichiens font partie du peuple allemand, avec tous les droits et tous les devoirs résultant de cette appartenance ».
Pendant des décennies, la théorie de la « victimisation » établie dans l’opinion publique autrichienne reste largement incontestée ; la population est rarement forcée de se confronter à l’héritage laissé par le Troisième Reich. En 1964, la déclaration du directeur de l'institut pédagogique de Graz, le Dr Franz Göbhart, qui, en réponse à une invitation du « Deutsches Kulturwerk für europäische Geiste », affirme que les machinations nationalistes allemandes n'ont pas leur place dans les écoles autrichiennes, suscite une vaste polémique relayée au parlement par le FPÖ ; en 1965, les déclarations ouvertement antisémites et nationalistes du professeur d'histoire économique Taras Borodajkewycz, déclenchent des manifestations de protestation au cours desquelles un rescapé des camps de concentration, Ernst Kirchweger, est tué par un militant de droite lors d’émeutes. Ce n’est qu’au cours des années 1980 que l’Autriche doit massivement faire face à son passé sous le régime nazi. Le catalyseur de cette remise en question, connue sous le terme Vergangenheitsbewältigung, est l'affaire Waldheim. Lorsque celui-ci est accusé, à la suite de sa candidature en 1986 au poste de Président autrichien — poste qu’il obtiendra —, d’avoir été membre d'association de jeunesse nazies et de la SA, et de crimes de guerre — dernière accusation dont il sera disculpé —, la seule réponse du gouvernement autrichien consiste à affirmer que ces accusations constituent des interventions inamicales dans les affaires intérieures du pays. Malgré les réactions politiques face aux critiques internationales, l’affaire Waldheim marque le début d’une discussion de fond sur le passé nazi de l’Autriche et l’Anschluss, et la remise en cause fondamentale du « mythe du premier pays libre victime de l'agression hitlérienne ».

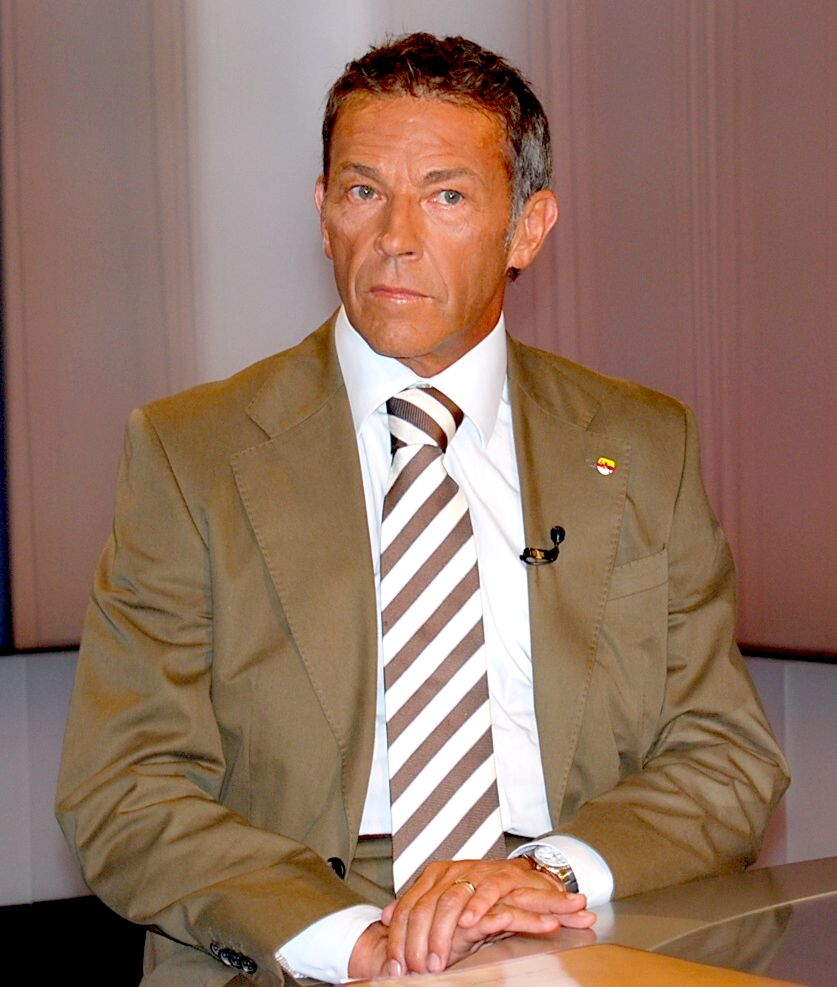
Jörg Haider en 2008.

Un autre facteur influençant la relation de l’Autriche à son passé nazi est l’émergence, au cours des années 1980, de Jörg Haider et de son parti, le FPÖ, qui forme une coalition gouvernementale avec l'ÖVP le 4 février 2000. Le programme de celui-ci, fondé en 1955, combine des éléments de la droite pan-germaniste avec des éléments du libéralisme ; lorsque Haider accède à la présidence du parti, les aspects libéraux deviennent marginaux, au profit d’une rhétorique nationaliste et anti-immigrants. Haider est souvent critiqué pour sa définition de l’intérêt national autrichien sur une base ethnique (völkisch), avec un slogan comme « l’Autriche aux Autrichiens », et pour son apologie du passé, notamment lorsqu’il définit les membres de la Waffen-SS comme des « hommes d’honneur, ». Haider va jusqu'à affirmer que l'existence de la seconde république autrichienne est « une anormalité idéologique congénitale ». Selon Megan Green, le succès du FPÖ provient de l'échec de l'Autriche à analyser en profondeur son passé nazi et à en tirer les leçons, et le FPÖ trouve ses racines idéologiques dans le nazisme.

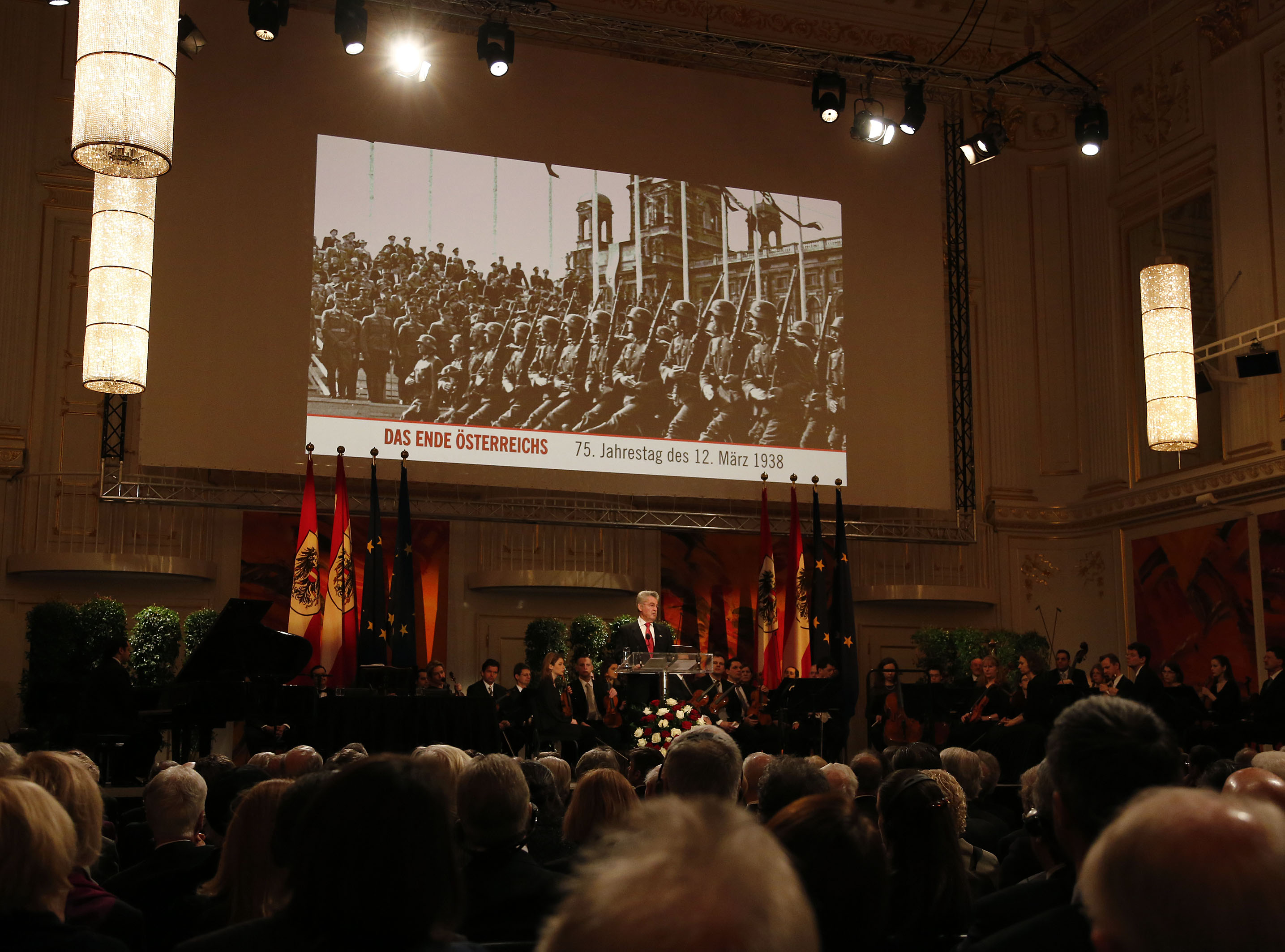
Commémoration du de l'Anschluss.

Dénonçant le simplisme de la théorie de la « victimisation » et l’époque de l’austrofascisme, la pièce de Thomas Bernhard Heldenplatz (en français : Place des Héros), fait l’objet de controverses avant même sa première représentation en 1988, cinquante ans après l’Anschluss. De nombreux hommes politiques de toutes tendances demandent que la pièce ne soit pas jouée au Burgtheater de Vienne. Kurt Waldheim, à cette époque président de la République, qualifie l’œuvre d’insulte grossière au peuple autrichien. Toujours en 1988, lors du cinquantième anniversaire de l'Anschluss, le président Waldheim et le chancelier Franz Vranitzky reconnaissent pourtant, lors d'une cérémonie regardée par des millions de téléspectateurs, la complicité de l'Autriche dans l'Holocauste ; quelques mois plus tard, à l'occasion de l'anniversaire de la Nuit de Cristal, le chancelier rappelle à ses concitoyens la longue histoire de l'antisémitisme autrichien. En 2000, le chancelier Wolfgang Schüssel, dirigeant un gouvernement de coalition avec le FPÖ de Jörg Haidder déclare toutefois encore au Jerusalem Post que l’Autriche a été la première victime de l’Allemagne.

### Commission des historiens et ses suites

Le Troisième Reich et l'Autriche en 1943.

Dans le contexte de l’après-guerre, la République fédérale d’Allemagne est confrontée à un véritable combat pour en finir avec le passé : le Vergangenheitsbewältigung. En partie institutionnalisé, ce processus concerne les domaines de la littérature, de la culture, de la politique et de l’enseignement, et suscite des débats parfois vifs, comme dans le cadre de l’Historikerstreit (querelle des historiens). Dans un cadre similaire, mais plus tardivement, l’Autriche crée en novembre 1998 une commission d’historiens,. Son mandat est d’analyser le rôle de l’Autriche dans la confiscation des biens juifs opérée par le régime nazi et dans la mise en place d'un système de travail forcé, sous un angle plus historique que juridique. Comme son nom l'indique, il s'agit d'une commission historique, sans pouvoir particulier, à la différence d'une commission d'enquête parlementaire, et sans capacité de dépasser le stade de l'analyse et des recommandations. Cette mission est notamment définie pour répondre aux critiques dont le pays fait l’objet pour son traitement des plaintes des ayants droit des biens confisqués. Cette nouvelle impulsion donnée en 1998 est confirmée, dix ans après lors de la visite d'État du président autrichien Heinz Fischer en Israël : durant son séjour, il déclare notamment « que la conscience du problème que représentent les questions liées à l'Holocauste s'est accrue dans les dix dernières années » et que « depuis le milieu des années 1990, de vraies mesures ont été prises par le gouvernement ».

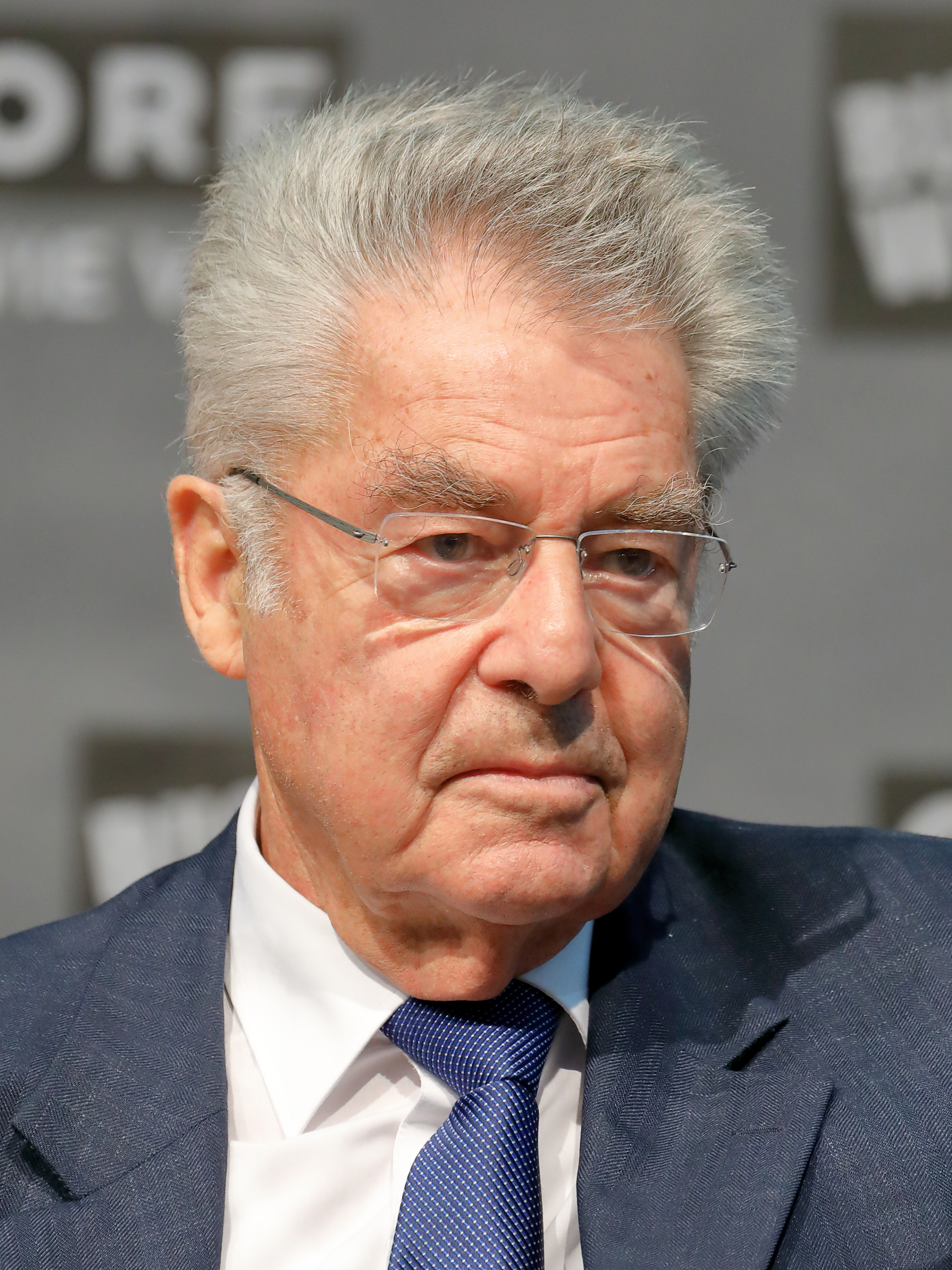
Heinz Fischer en 2018.

Cependant, le centre Simon-Wiesenthal maintient ses critiques quant à la réticence persistante de l’Autriche, depuis les années 1970, à mener des enquêtes et à traduire devant les tribunaux des nazis pour crimes de guerre et crimes contre l’humanité :

« Compte tenu du fait des très faibles résultats de l’Autriche en ce qui concerne la poursuites des exécutants de la Shoah, un fait clairement établi dans notre dernier rapport sur la situation mondiale en ce qui concerne les enquêtes et les poursuites de criminels de guerre nazis, je crois que la visite du ministre des Affaires étrangères [d’Autriche en Israël] constitue une occasion unique pour que le gouvernement autrichien annonce son intention de s’occuper sérieusement, pour la première fois depuis des décennies, du problème des criminels de guerre nazis autrichiens impunis. C’est le bon moment pour que l’Autriche déclare être prête à créer une unité d’enquête spécialisée pour traiter ces dossiers et pour établir clairement que sa volonté politique de traduire les nazis devant la justice s’est finalement concrétisée à Vienne. »

— Communiqué du centre Simon-Wiesenthal du 28 juillet 2003.
En 2003, le centre Wiesenthal lance une campagne mondiale, l’opération de la dernière chance, pour rassembler des informations sur les nazis encore en vie et qui pourraient faire l’objet de poursuites. Lors de cette campagne, le centre met en évidence, en 2005, le cas de Milivoj Ašner, un Croate âgé de 92 ans, qui fait partie des dix nazis les plus recherchés ; Ašner s’est réfugié en Autriche en 2004, après que la Croatie a annoncé l’ouverture d’une enquête sur les crimes de guerre dans lesquels il aurait pu être impliqué. Malgré les critiques quant à la liberté dont jouit Ašner, le gouvernement fédéral autrichien retarde, sine die, tant le traitement de la demande d’extradition formulée par la Croatie que le déclenchement de poursuites par le parquet de Klagenfurt,. Ayant vécu en Autriche de 1946 à 1991, Ašner en a acquis la nationalité et ne peut donc être extradé. Il est mort en Autriche en 2011.

### Citations originales
1. ↑  (en) « I imagine that according to the temperament of the individual the events which are in our minds to-day will be the cause of regret, of sorrow, perhaps of indignation. They cannot be regarded by His Majesty's Government with indifference or equanimity. They are bound to have effects which cannot yet be measured. The immediate result must be to intensify the sense of uncertainty and insecurity in Europe. Unfortunately, while the policy of appeasement would lead to a relaxation of the economic pressure under which many countries are suffering to-day, what has just occurred must inevitably retard economic recovery and, indeed, increased care will be required to ensure that marked deterioration does not set in. »